# 26. November
Der 26. November ist der 330. Tag des gregorianischen Kalenders (der 331. in Schaltjahren), somit bleiben 35 Tage bis zum Jahresende.

## Ereignisse

### Politik und Weltgeschehen
- 0986: Die französische Stadt Montpellier wird erstmals urkundlich erwähnt.

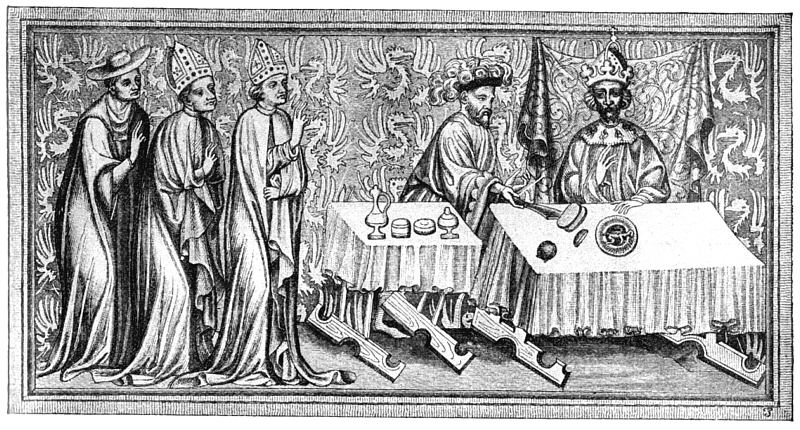
1346: Karl IV. beim Krönungsmahl

- 1346: Karl IV. wird in Bonn als Gegenkönig zu Ludwig dem Bayern zum deutschen König gekrönt.
- 1553: Am Conraditag wird im Zweiten Markgrafenkrieg die Residenzstadt Kulmbach von den bundesständischen Truppen unter dem Oberbefehl von Herzog Heinrich II. von Braunschweig-Wolfenbüttel erobert und alle männlichen Bewohner getötet. Die Eroberung Kulmbachs bildet den tragischen Höhepunkt der Kriege des Markgrafen Albrecht Alcibiades von Brandenburg-Kulmbach.
- 1580: In Frankreich endet der Siebte Hugenottenkrieg mit dem Frieden von Fleix. Dieser bestätigt Vereinbarungen zweier vorhergehender Friedensschlüsse im Glaubenskampf der Protestanten.
- 1713: In Rastatt beginnen zwischen Frankreich und Österreich Verhandlungen, um den Spanischen Erbfolgekrieg beizulegen. Der Rastatter Friede kommt im Folgejahr zustande.
- 1715: In Polen wird die Konföderation von Tarnogród gebildet. Mit dieser wendet sich der polnische Adel gegen König August II. samt seinen Reformen sowie die Stationierung von sächsischen Truppen im Land.
- 1741: Während des Ersten Schlesischen Kriegs gegen das Haus Habsburg und seine Verbündeten im Österreichischen Erbfolgekrieg wird Prag von Franzosen, Sachsen und Bayern eingenommen.

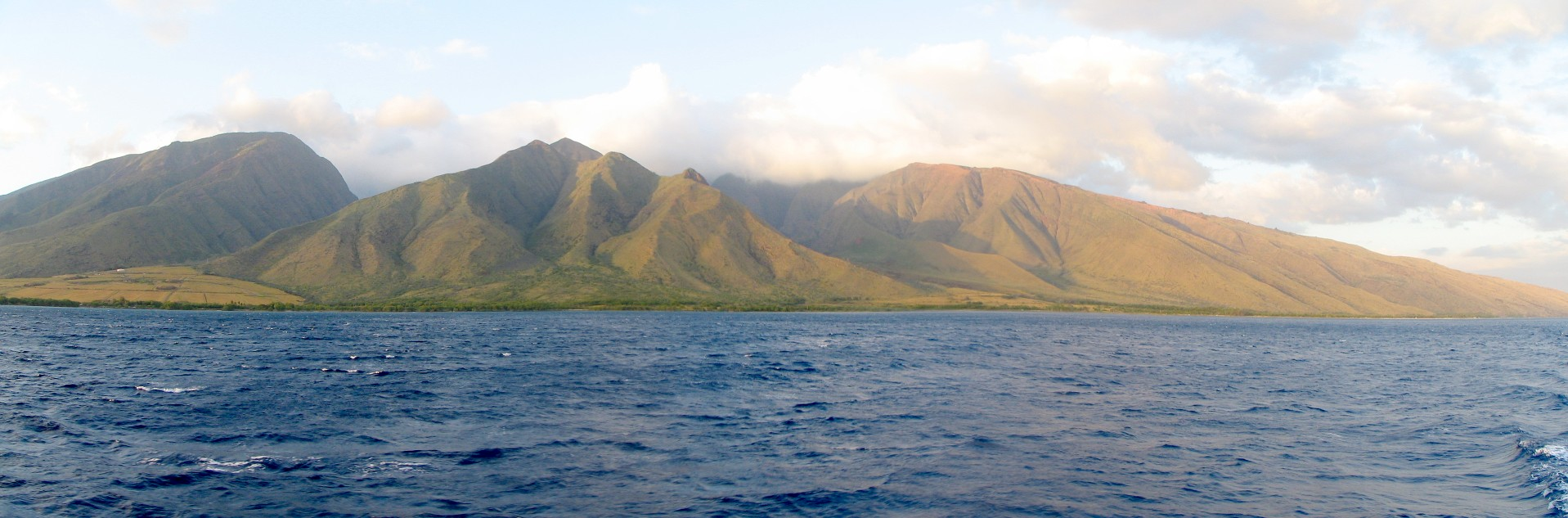
1778: Maui (Westküste)

- 1778: James Cook navigiert auf seiner dritten Reise mit seinem Schiff vor der zuvor keinem Europäer bekannten Hawaiiinsel Maui, findet aber keinen geeigneten Landeplatz.
- 1812: Beim Rückzug aus Moskau während des Russlandfeldzuges erreicht die Grande Armée die Beresina. Das beim Überqueren des Flusses ausbrechende Chaos nutzen die Russen zum Angriff, was am 28. November zur Schlacht an der Beresina führt.

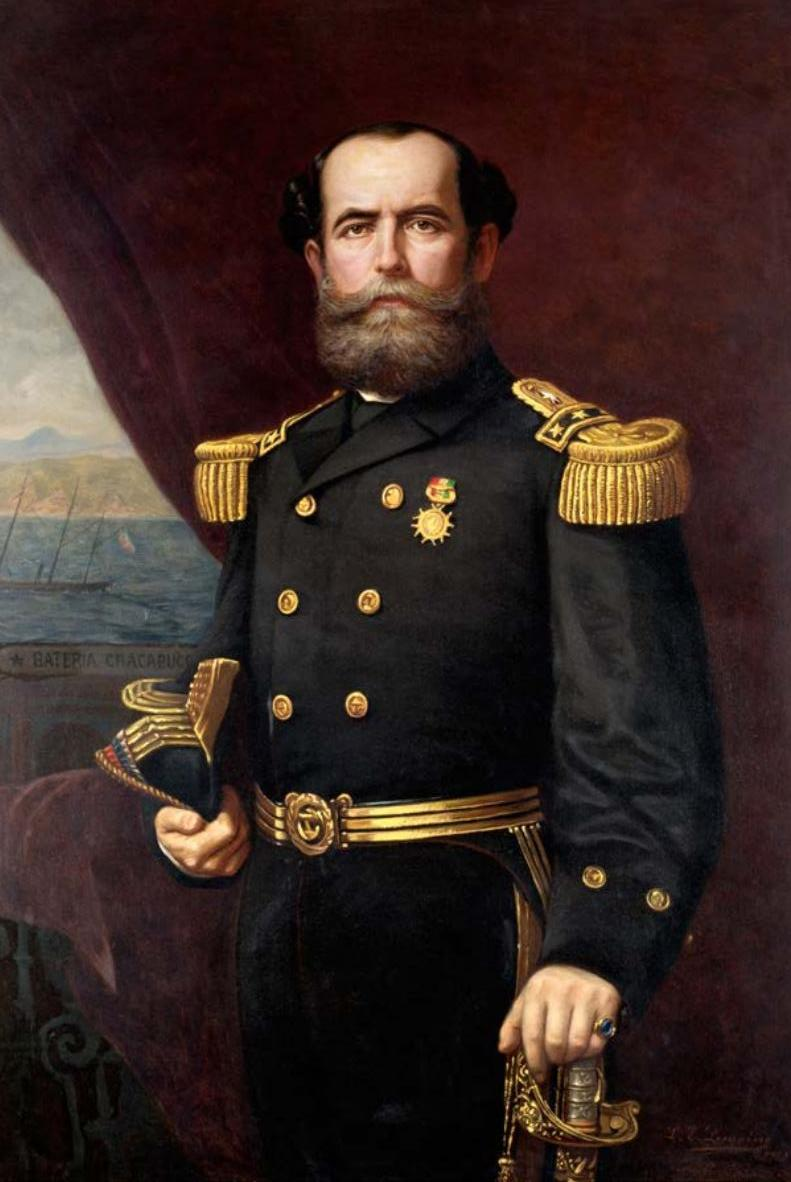
1865: Vize-Admiral Juan Williams Rebolledo

- 1865: Im Spanisch-Südamerikanischen Krieg kommt es zum Seegefecht bei Papudo, bei dem die chilenische Flotte unter Juan Williams Rebolledo einen Sieg über die Spanier feiert.
- 1924: Als zweiter sozialistischer Staat der Welt wird in Ulaanbaatar die Mongolische Volksrepublik gegründet.
- 1925: Prajadhipok wird zum König von Siam gekrönt, das unter seiner Regentschaft zur konstitutionellen Monarchie umgewandelt werden wird.
- 1927: Richard Strebinger, Mitglied der monarchistischen und antisemitischen Wehrformation Ostara, versucht den Wiener Bürgermeister Karl Seitz in seinem Dienstwagen in der Nähe der Universumstraße zu erschießen. Karl Seitz bleibt bei dem Attentat unverletzt.

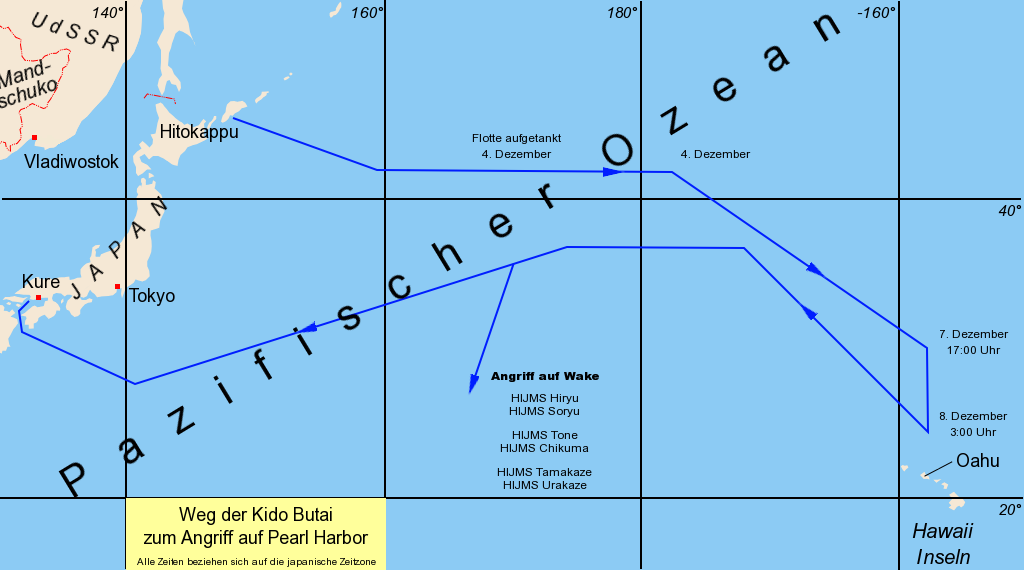
1941: Der Weg des Kido Butai zum Angriff auf Pearl Harbor

- 1941: Der Außenminister der USA übergibt dem japanischen Botschafter die Hull-Note, die das Ende der diplomatischen Beziehungen und die Kriegserklärung Japans zur Folge hat. Noch am gleichen Tag läuft der japanische Angriffsverband unter dem Kommando von Admiral Yamamoto Isoroku unter strengster Geheimhaltung aus, um die amerikanische Pazifikflotte in Pearl Harbor anzugreifen.
- 1943: Der Sieg der USA in der Schlacht bei Kap St. George im Pazifikkrieg bedeutet sowohl das Ende des Tokyo Express als auch des japanischen Widerstandes auf den Salomonen.
- 1948: Sowjetunion: In einem Erlass werden Sondersiedler, vor allem Russlanddeutsche, in Kommandanturen dazu verurteilt, „auf ewig“ im Verbannungsort zu bleiben. Sie dürfen nicht in ihre ursprünglichen Wohnorte zurückkehren.
- 1949: Indien, das bisher eine Monarchie im Rahmen des Commonwealth of Nations mit dem britischen König George VI. als Staatsoberhaupt gewesen ist, konstituiert sich als Republik.

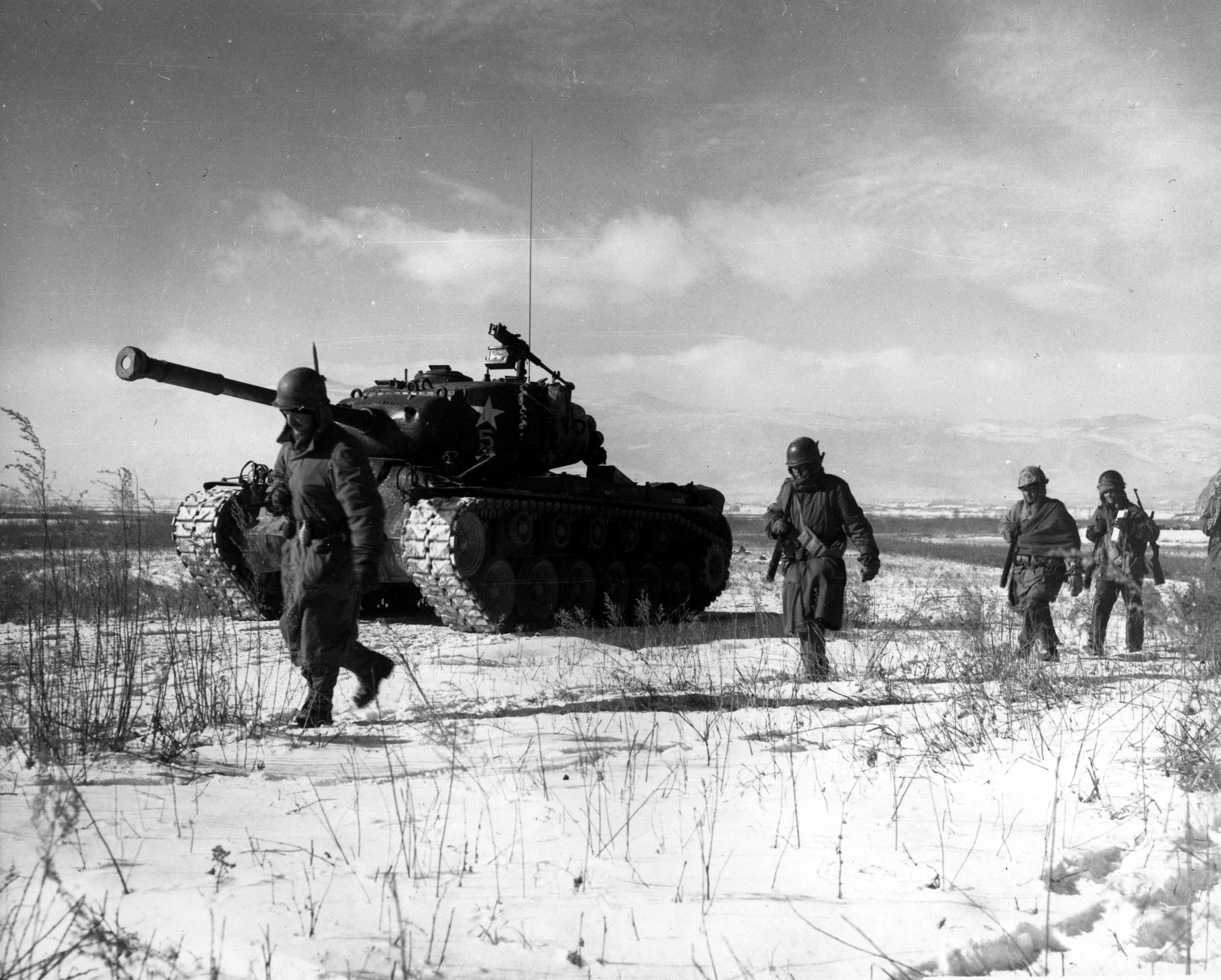
1950: Schlacht um das Chosin-Reservoir

- 1950: Nach dem Eingreifen chinesischer Truppen auf Seite des Nordens beginnt während des Koreakrieges die Schlacht um das Chosin-Reservoir, die bis zum 13. Dezember dauern wird.
- 1976: Der Dissident Robert Havemann wird vom Kreisgericht Fürstenwalde zu Hausarrest verurteilt. Zum Missfallen der DDR-Spitze hat er sich öffentlich für den mit ihm befreundeten und ausgebürgerten Liedermacher Wolf Biermann eingesetzt.
- 1983: Die beiden ehemaligen CSU-Bundestagsabgeordneten Franz Handlos und Ekkehard Voigt gründen in München die Partei Die Republikaner.
- 1989: Auf den Komoren wird Präsident Ahmed Abdallah unter Mitwirkung des französischen Söldners Bob Denard ermordet.
- 1989: Bei der Volksabstimmung über die Initiative der Gruppe für eine Schweiz ohne Armee (GSoA) stimmt über ein Drittel der Schweizer Abstimmenden für die Abschaffung der Schweizer Armee.
- 1991: Die Vereinigten Staaten übergeben den Philippinen ihren Militärstützpunkt Clark Air Base auf der Insel Luzon. Der philippinische Senat hatte vorher eine Verlängerung des Abkommens mit den USA abgelehnt.
- 1993: Nach einer Reihe von Anschlägen auf türkische Einrichtungen wird die PKK durch das deutsche Innenministerium verboten.

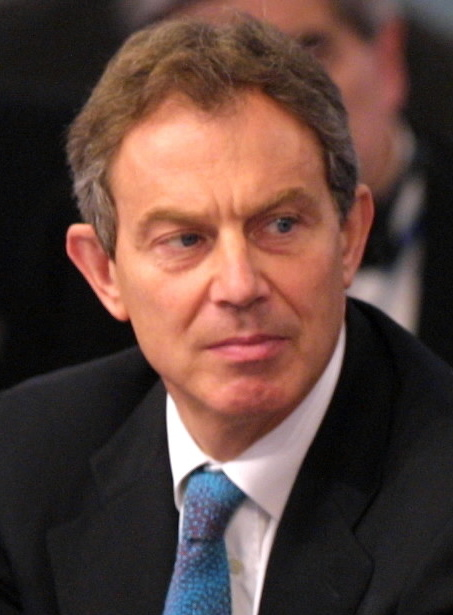
1998: Tony Blair

- 1998: Tony Blair hält als erster britischer Premierminister eine Rede vor dem irischen Parlament.
- 2000: Der erste Fall von BSE in Deutschland wird offiziell bestätigt.
- 2008: Eine Terrorgruppe beginnt an zehn Stellen mit Anschlägen in Mumbai. Betroffen sind unter anderem die Hotels Trident Oberoi und Taj Mahal Palace & Tower. Die Bilanz nach tagelangen Schusswechseln mit der Polizei: 174 Tote und mindestens 239 Verletzte.

### Wirtschaft
- 1985: In Österreich bricht sich der Intertrading-Skandal Bahn. Eine Tochtergesellschaft des staatlichen VÖEST-Konzerns hat hoch spekulative Geschäfte am Ölmarkt getätigt, die zu Verlusten von mindestens 5,7 Milliarden Schilling (814 Millionen Deutsche Mark / 414 Millionen Euro) führen.
- 2003: Der letzte Concorde-Flug findet unter Leitung von Chefpilot Mike Bannister von Flughafen London Heathrow zum Luftfahrt-Museum in Filton statt.

### Wissenschaft und Technik
- 1801: Charles Hatchett berichtet über das von ihm entdeckte chemische Element Columbium, das später den Namen Niob erhält.
- 1805: Das Pontcysyllte-Aquädukt in Wales wird eröffnet. Es ist das längste und höchste Aquädukt in Großbritannien.
- 1832: Die erste Straßenbahn der Welt geht in New York City mit Pferden in Betrieb.
- 1872: Die Erstausgabe von Charles Darwins Werk The Expression of the Emotions in Man and Animals (Der Ausdruck der Gemütsbewegungen bei dem Menschen und den Tieren) erscheint.

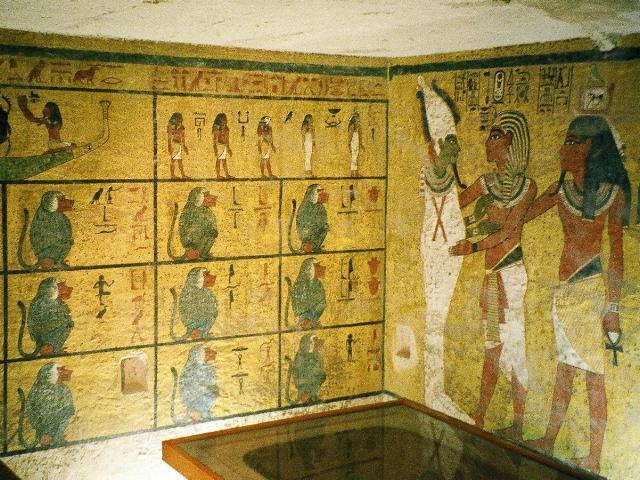
1922: Grabkammer Tutanchamuns

- 1922: Howard Carter und Lord Carnarvon betreten erstmals das Grab des Pharaos Tutanchamun.
- 1925: In der russischen Luftfahrt absolviert ein Prototyp des Bombers und Ganzmetallflugzeugs ANT-4 seinen Erstflug.
- 1965: Frankreich startet von Hammaguir in Algerien mit einer Rakete vom Typ Diamant A den Satelliten Asterix. Dies ist der erste Satellitenstart ohne Beteiligung der USA oder der UdSSR.
- 1966: Das Gezeitenkraftwerk Rance, das erste und bis 2011 größte Gezeitenkraftwerk der Welt, wird in Frankreich in Betrieb genommen.
- 1985: Der ICE-Vorläufer InterCityExperimental wird der Öffentlichkeit offiziell vorgestellt. Am gleichen Tag stellt er mit 317 km/h einen neuen Geschwindigkeitsrekord für Schienenfahrzeuge in Deutschland auf.
- 1990: Die nach der Challenger-Katastrophe weiterentwickelte Delta II-Rakete absolviert ihren ersten Flug.
- 2011: Die NASA-Mission Mars Science Laboratory, mit dem Rover Curiosity an Bord, wird gestartet.
- 2018: Der stationäre Lander der NASA-Raumsonde InSight setzt erfolgreich auf der Marsoberfläche auf.

### Kultur
- 1718: Am Teatro dei Fiorentini in Neapel erfolgt die Uraufführung der Oper Il trionfo dell'onore von Alessandro Scarlatti.
- 1721: Am Teatro San Bartolomeo in Neapel findet die Uraufführung des musikalischen Dramas Arianna e Teseo von Leonardo Leo statt.
- 1847: An der Académie Royale de Musique in Paris wird Giuseppe Verdis erste französische Grand opéra Jérusalem uraufgeführt.

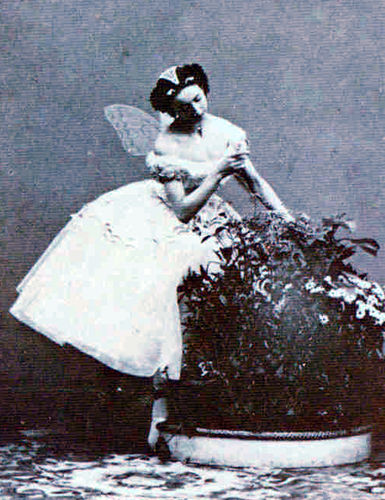
1860: Emma Livry in Le Papillon

- 1860: An der Pariser Oper wird Jacques Offenbachs Ballett-Pantomime Le Papillon in der Choreographie von Marie Taglioni uraufgeführt. Die Aufführung gerät zu einem Triumph, was auch dem Können der jungen Ballerina Emma Livry zu danken ist.
- 1864: Lewis Carroll schickt das handgeschriebene Manuskript von Alice's Adventures Underground an die Zehnjährige Alice Liddell.
- 1930: Der erste Band von Robert Musils Roman Der Mann ohne Eigenschaften erscheint.
- 1937: Mehr als 80 Jahre nach seiner Entstehung wird das Violinkonzert von Robert Schumann in Berlin uraufgeführt.
- 1942: Der Film Casablanca von Michael Curtiz hat seine Premiere am Hollywood Theater in New York City.
- 1945: Das Kinderbuch Pippi Langstrumpf von Astrid Lindgren erscheint.
- 1988: In Berlin werden erstmals die Europäischen Filmpreise verliehen, die als Felix tituliert werden.

### Gesellschaft

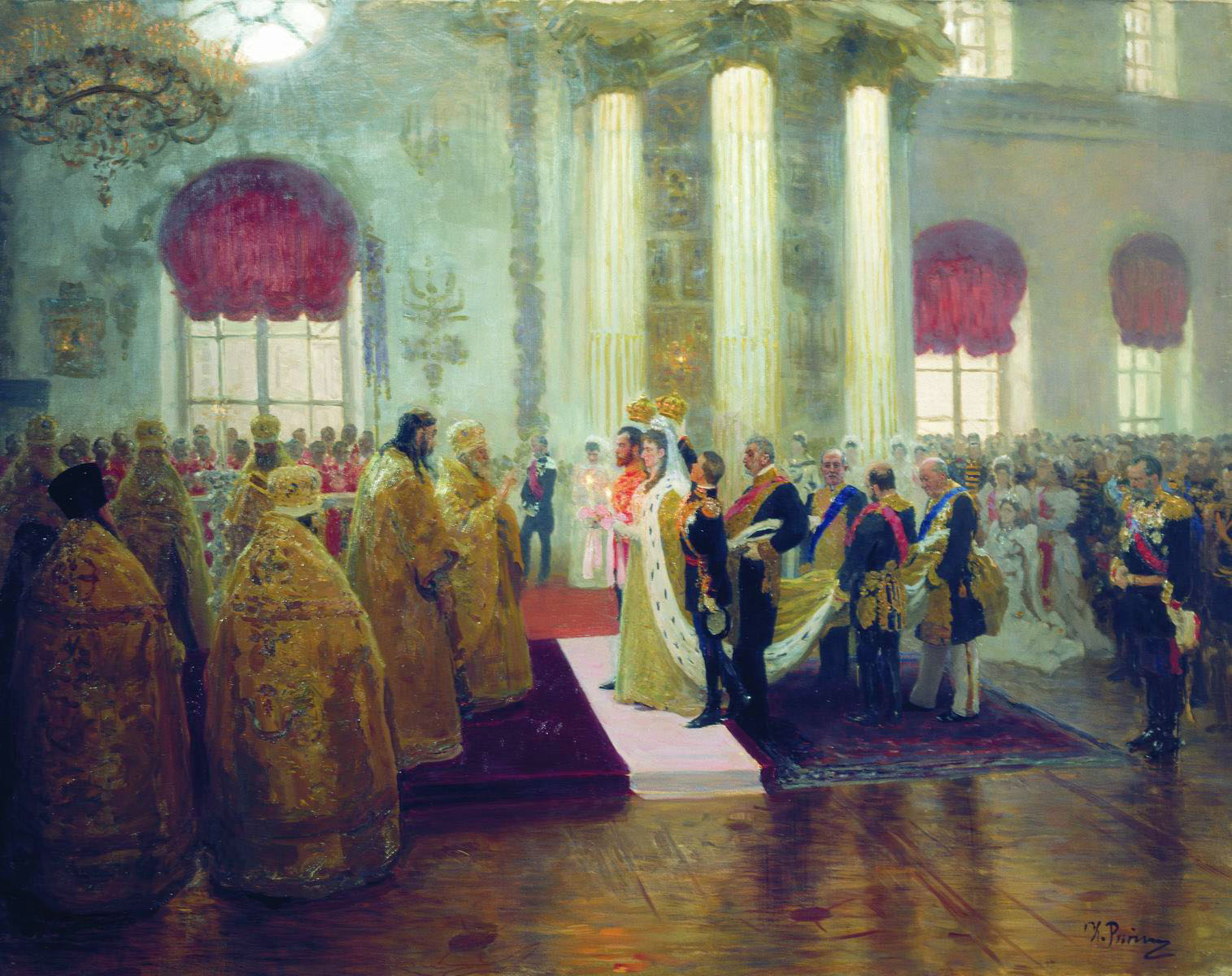
1894: Die Hochzeit von Nikolaus II. und Alexandra

- 1894: Wenige Wochen nach dem Tod des Zaren Alexander III. heiratet sein Sohn Nikolaus in der St. Petersburger Eremitage die Prinzessin Alix von Hessen-Darmstadt. Sie regiert mit ihm zusammen als Zarin Alexandra Fjodorowna.
- 1983: Bei einem Raubüberfall auf ein Lagerhaus beim Flughafen London-Heathrow erbeuten mehrere Täter 6.800 Goldbarren im Gesamtgewicht von drei Tonnen sowie Diamanten. Es ist mit einem geschätzten Beutewert von 25 Millionen Pfund Sterling der gegenwärtig größte Raub in der britischen Kriminalgeschichte.

### Religion

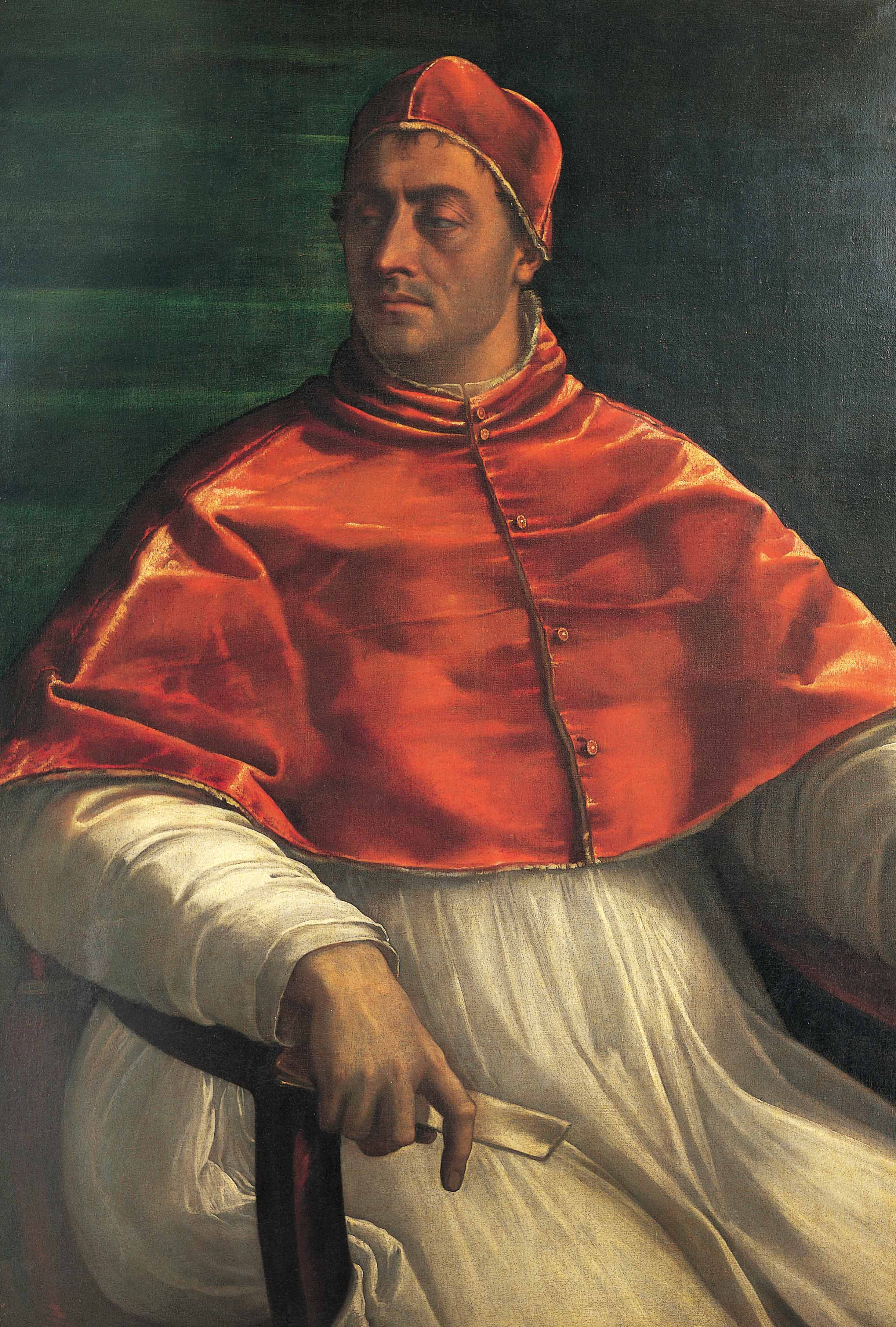
1523: Papst Clemens VII.

- 1523: Kardinal Giulio de Medici, seit 1513 Erzbischof von Florenz, wird als Papst inthronisiert und nimmt den Namen Clemens VII. an.
- 1648: Papst Innozenz X. legt mit dem Breve Zelo domus Dei Protest gegen die religionsrechtlichen Bestimmungen des Westfälischen Friedens ein. Er bleibt wirkungslos.
- 1784: In den Vereinigten Staaten entsteht eine Apostolische Präfektur unter der Leitung des vom Heiligen Stuhl ernannten Jesuiten John Carroll.
- 2000: Papst Johannes Paul II. verkündet das Grundgesetz des Staates der Vatikanstadt, das ab 22. Februar 2001 die bisherige Verfassung aus dem Jahr 1929 ablöst.

### Katastrophen
- 1898: In einem schweren Sturm, der die Küste von Neuengland heimsucht und mehr als 450 Menschenleben fordert, sinkt vor Cape Ann der amerikanische Passagierdampfer Portland. Alle 192 Menschen an Bord kommen ums Leben. Der Sturm wird daher The Portland Gale (in etwa „Der Portland-Sturm“) genannt.
- 1914: Das britische Schlachtschiff Bulwark wird vor Sheerness durch eine Munitionskammerexplosion zerstört. Von den 750 Besatzungsmitgliedern kommen 738 Mann ums Leben.
- 1943: Bei einem Erdbeben der Stärke 7,6 in der Türkei kommen ca. 4.000 Menschen ums Leben.
- 1979: Eine Boeing 707 der Pakistan International Airlines, voll besetzt mit Pilgern aus Mekka, stürzt kurz nach dem Start in Dschidda, Saudi-Arabien, ab. Alle 156 Menschen sterben.
- 1992: Ein Großbrand in der Wiener Hofburg in der Nacht auf den 27. November zerstört Teile des Gebäudes.

Kleinere Unglücksfälle sind in den Unterartikeln von Katastrophe und in der Liste von Katastrophen aufgeführt.

### Sport
- 1982: Larry Holmes gewinnt seinen Boxkampf und Weltmeistertitel im Schwergewicht gegen Randall „Tex“ Cobb im Astrodome, Houston, Texas, USA, durch Sieg nach Punkten.
- 2005: Mit einem Heißluftballon fährt der indische Millionär Vijaypat Singhania auf eine bis dahin unerreichte Höhe von 21.291 Meter.

Einträge von Leichtathletik-Weltrekorden befinden sich unter der jeweiligen Disziplin unter Leichtathletik.

## Geboren

### Vor dem 19. Jahrhundert
- 0117: Aelius Aristides, griechischer Rhetor und Schriftsteller
- 0907: Rosendo de Celanova,  galicischer Adliger und Geistlicher, Bischof von Mondoñedo und Iria Flavia, Heiliger
- 1188: Juri II., Großfürst von Wladimir
- 1288: Go-Daigo, Kaiser von Japan
- 1350: Ibn al-Dschazarī, islamischer Rechts- und Korangelehrter
- 1462: Alexander von Pfalz-Zweibrücken, Herzog von Zweibrücken und Veldenz
- 1552: Seonjo, koreanischer König
- 1585: Hermann op den Graeff, führende Persönlichkeit der Krefelder Mennoniten
- 1588: Anton von Ditfurth, Mitglied der Fruchtbringenden Gesellschaft
- 1604: Johann Bach, deutscher Musiker, erster als Komponist bekannter Vertreter der Familie Bach
- 1607: John Harvard, englischer Theologe
- 1608: Andrzej Wiszowaty, polnischer unitarischer Philosoph und Theologe
- 1633: Johann Christoph Wagenseil, deutscher Polyhistor, Rechtsgelehrter und Orientalist
- 1637: Antonio Carneo, venezianischer Barockmaler
- 1643: Jean Chardin, französischer Forschungsreisender
- 1647: Marie Hedwig von Hessen-Darmstadt, Herzogin von Sachsen-Meiningen
- 1657: William Derham, englischer Geistlicher und Naturphilosoph
- 1658: Marc’Antonio Zondadari, Großmeister des Malteserordens
- 1662: Georg Albrecht Hamberger, deutscher Mathematiker und Physiker
- 1670: Maria Amalia von Brandenburg-Schwedt, Herzogin von Sachsen-Zeitz
- 1672: Ernst Wladislaus von Dönhoff, preußischer Generalleutnant
- 1678: Karl Leopold, Herzog zu Mecklenburg
- 1706: Karl August von Schleswig-Holstein-Gottorf, Fürstbischof von Lübeck
- 1713: Jan Zach, tschechischer Komponist, Kapellmeister, Organist und Geiger (Taufdatum)
- 1727: Artemas Ward, US-amerikanischer Offizier und Politiker, Mitglied des Kontinentalkongresses und des Repräsentantenhauses
- 1728: Jules Crozet, französischer Entdecker
- 1731: William Cowper, englischer Dichter
- 1736: Charles-Joseph Panckoucke, französischer Schriftsteller und Verleger
- 1744: Karl Siegmund von Seckendorff, deutscher Dichter, Komponist, Schauspieler, Sänger und Regisseur
- 1768: Ferdinand von Bubna und Littitz, österreichischer Feldmarschallleutnant
- 1774: Georg Cancrin, russischer General
- 1782: Carl Karsten, deutscher Mineraloge und Metallurge
- 1786: José María Queipo de Llano Ruiz de Saravia, spanischer Politiker und Historiker, Minister, Ministerpräsident
- 1795: Karl Philipp Fohr, deutscher Maler
- 1800: Anton Martin Slomšek, slowenischer Geistlicher, Schriftsteller und Dichter, Bischof von Lavant-Maribor

### 19. Jahrhundert

#### 1801–1850
- 1802: Johann Schön, österreichischer Jurist, Staatswissenschaftler und Schriftsteller
- 1810: William George Armstrong, britischer Ingenieur

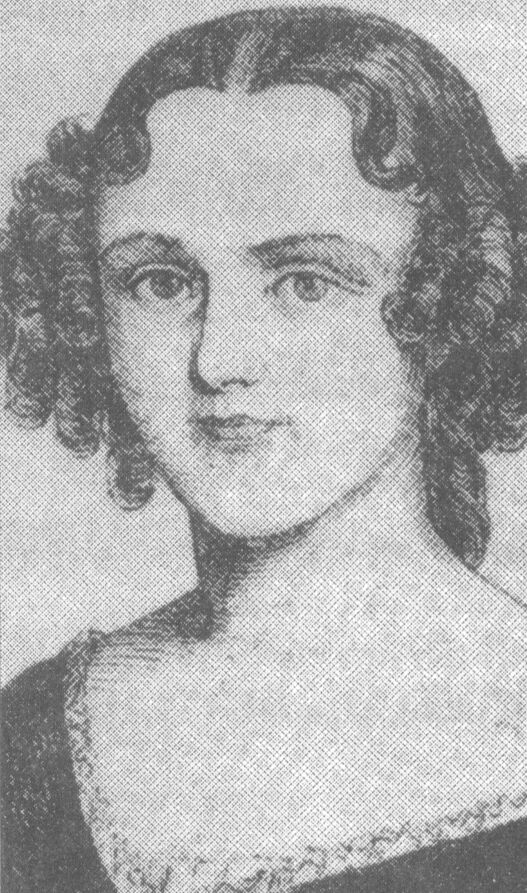
Louise Aston (* 1814)

- 1814: Louise Aston, deutsche Schriftstellerin und Frauenrechtlerin
- 1818: James Ferguson Dowdell, US-amerikanischer Rechtsanwalt, Politiker und Offizier, Mitglied des Repräsentantenhauses
- 1819: Christian Gotthold Engelmann, deutscher Apotheker und Chemiefabrikant
- 1822ː Lilly Martin Spencer, US-amerikanische Malerin
- 1823: Thomas Tellefsen, norwegischer Pianist und Komponist
- 1827ː Emily Pfeiffer, britische Schriftstellerin und Frauenrechtlerin
- 1827: Ellen G. White, US-amerikanische Mitbegründerin und Prophetin der Siebenten-Tags-Adventisten
- 1831: Emil Schreiner, norwegischer Altphilologe
- 1832: Mary Edwards Walker, US-amerikanische Ärztin und Frauenrechtlerin
- 1841: Giovanni Battista Piamarta, italienischer Priester und Ordensgründer
- 1843: Karl Arnau, österreichischer Schauspieler
- 1847: Dagmar von Dänemark, als Ehefrau Alexanders III. Kaiserin von Russland
- 1850: John Forrester Andrew, US-amerikanischer Politiker, Mitglied des Repräsentantenhauses
- 1850: Henricus van de Wetering, niederländischer Geistlicher, Erzbischof von Utrecht

#### 1851–1900
- 1851: George Karel Gerardus van Aaken, niederländischer Kapellmeister und Komponist
- 1852: Hermann Howaldt, deutscher Ingenieur
- 1854: Karl von Borries, preußischer General
- 1854: Émile Wambach, belgischer Komponist und Musikpädagoge
- 1855: Franz Xaver Nagl, österreichischer Geistlicher, Erzbischof von Wien, Kardinal
- 1857: Ferdinand de Saussure, Schweizer Sprachwissenschaftler
- 1858: Israel Abrahams, britischer Judaist
- 1863: Emil von Rappard, deutscher Offizier
- 1864: Auguste Charlois, französischer Astronom
- 1869: Louis Perriraz, Schweizer Geistlicher und Hochschullehrer
- 1871: Justin Godart, französischer Politiker
- 1875: Carl Burger, deutscher Bildhauer
- 1875ː Gisella Grosz, ungarische Pianistin, Opfer der Shoa
- 1876: Ernst Bickel, deutscher Altphilologe
- 1876: Ernst Münch, deutscher Forstwissenschaftler
- 1877: August Schmauß, deutscher Physiker, Meteorologe und Klimatologe
- 1879: Hans Bredow, deutscher Radiopionier
- 1879: Edgar Katzenstein, deutscher Ruderer
- 1881: Leo Smith, kanadischer Komponist, Cellist und Musikpädagoge
- 1882: Arishima Ikuma, japanischer Schriftsteller und Maler

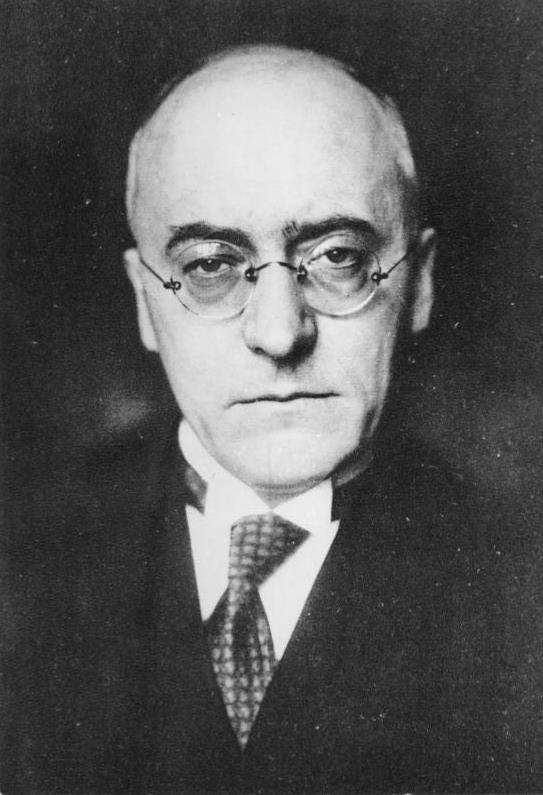
Heinrich Brüning (* 1885)

- 1885: Heinrich Brüning, deutscher Politiker, MdR, MdL, Reichsminister, Reichskanzler
- 1888: Ford Beebe, US-amerikanischer, Regisseur, Drehbuchautor und Produzent
- 1888: Francisco Canaro, uruguayisch-argentinischer Musiker und Arrangeur, Bandleader und Komponist
- 1888: Franz Jung, deutscher Schriftsteller, Ökonom und Politiker
- 1890: Georges Anthony, belgischer Ruderer
- 1890: Christian Dauvergne, französischer Automobilrennfahrer
- 1890: Aleksander Wielhorski, polnischer Pianist und Komponist
- 1892: Charles Brackett, US-amerikanischer Drehbuchautor
- 1892: Joe Guyon, US-amerikanischer American-Football-Spieler
- 1894: Wilhelm Marinelli, österreichischer Zoologe, Anatom und Volksbildner
- 1894: Iwan Michejewitsch Sarjanow, sowjetischer Richter am Militärgerichtshof für den Fernen Osten und dem Militärkollegium des Obersten Sowjets.
- 1894: Norbert Wiener, US-amerikanischer Mathematiker
- 1895ː Jenny Grimminger, Opfer des nationalsozialistischen Regimes, erste Ehefrau von Eugen Grimminger
- 1895: William Griffith Wilson, US-amerikanischer Mitbegründer der Anonymen Alkoholiker
- 1897: Manuel Apolinario Odría Amoretti, peruanischer General und Politiker, Staatspräsident
- 1898: Alfred Arndt, deutscher Architekt
- 1898: Paul Gibbert, deutscher Politiker, MdR, MdL, MdB
- 1898: Karl Ziegler, deutscher Chemiker
- 1900: Anna Maurizio, Schweizer Bienenforscherin

### 20. Jahrhundert

#### 1901–1925
- 1903: Alice Herz-Sommer, österreichisch-israelische Pianistin und Musikpädagogin
- 1903: Sebastián Piana, argentinischer Tangokomponist, Pianist und Musikpädagoge
- 1903: Friedrich Zietsch, deutscher Politiker
- 1904: Hanna Adenauer, deutsche Kunsthistorikerin
- 1904: Paul Klüber, deutscher Maler
- 1905: Antoine Schumann, französischer Automobilrennfahrer und Flieger
- 1906: Leo Aario, finnischer Geograph und Geologe
- 1906: Heinz Frommhold, deutscher Politiker, MdB
- 1906: Maximilian zu Hardegg, österreichischer Adliger und Automobilrennfahrer
- 1908: Jimmy Davidson, kanadischer Bandleader, Jazzkornettist und -sänger
- 1908: Philipp Mohler, deutscher Komponist und Hochschulrektor
- 1909: Fritz Buchloh, deutscher Fußballspieler
- 1909: Eugène Ionesco, französisch-rumänischer Dramatiker, Hauptvertreter des absurden Theaters
- 1910: Cyril Cusack, irischer Schauspieler
- 1911: Savino Guglielmetti, italienischer Kunstturner
- 1911: Samuel Reshevsky, US-amerikanischer Schachspieler polnischer Abstammung, Großmeister
- 1912ː Helene Koller-Buchwieser, österreichische Architektin
- 1912: Lor Olsommer, Schweizer Künstlerin
- 1912: Gunnar Sønstevold, norwegischer Komponist
- 1912: Eugen York, deutscher Regisseur und Drehbuchautor

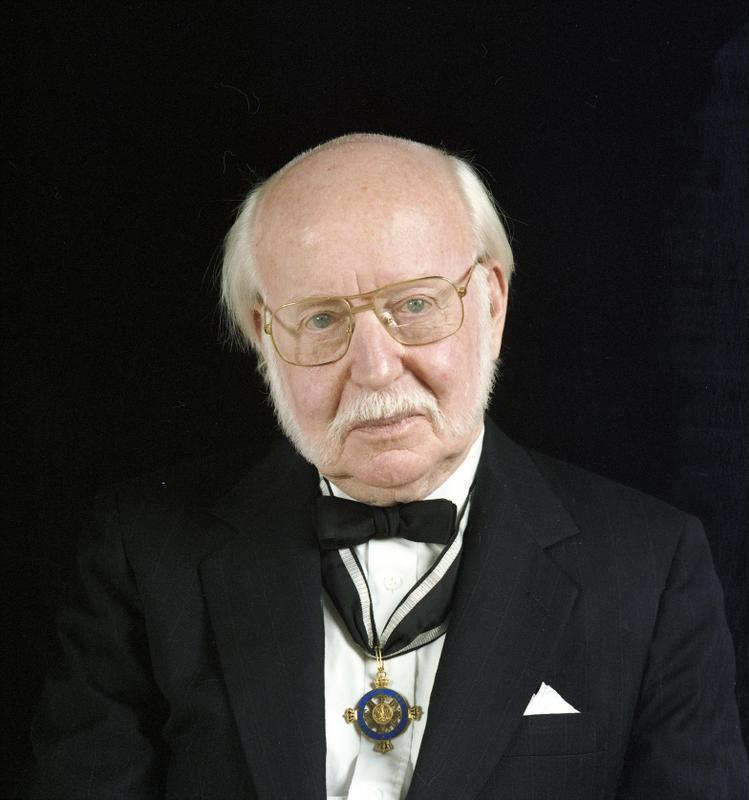
Gordon A. Craig (* 1913)

- 1913: Gordon A. Craig, US-amerikanisch-britischer Historiker und Schriftsteller
- 1914: Cuno Fischer, deutscher Maler
- 1915: Raúl Rodríguez, argentinischer Boxer
- 1915: Earl Wild, US-amerikanischer Pianist
- 1918: Patricio Aylwin, chilenischer Politiker, Staatspräsident
- 1918: Leopold Kozłowski-Kleinman, polnischer Pianist, Komponist und Dirigent
- 1919: Tom Archia, US-amerikanischer Tenorsaxophonist
- 1919: Ryszard Kaczorowski, polnischer Politiker, letzter Präsident der Exilregierung in London
- 1919: Robert Martin-Achard, Schweizer Geistlicher und Hochschullehrer
- 1919: Marie Schlei, deutsche Politikerin, MdB, Parlamentarische Staatssekretärin, Bundesministerin
- 1919: Henri Vidal, französischer Schauspieler
- 1920: Daniel Petrie, kanadischer Regisseur
- 1921: Françoise Gilot, französische Malerin und Autorin, Geliebte von Pablo Picasso
- 1922: Charles M. Schulz, US-amerikanischer Comiczeichner, Schöpfer der Peanuts

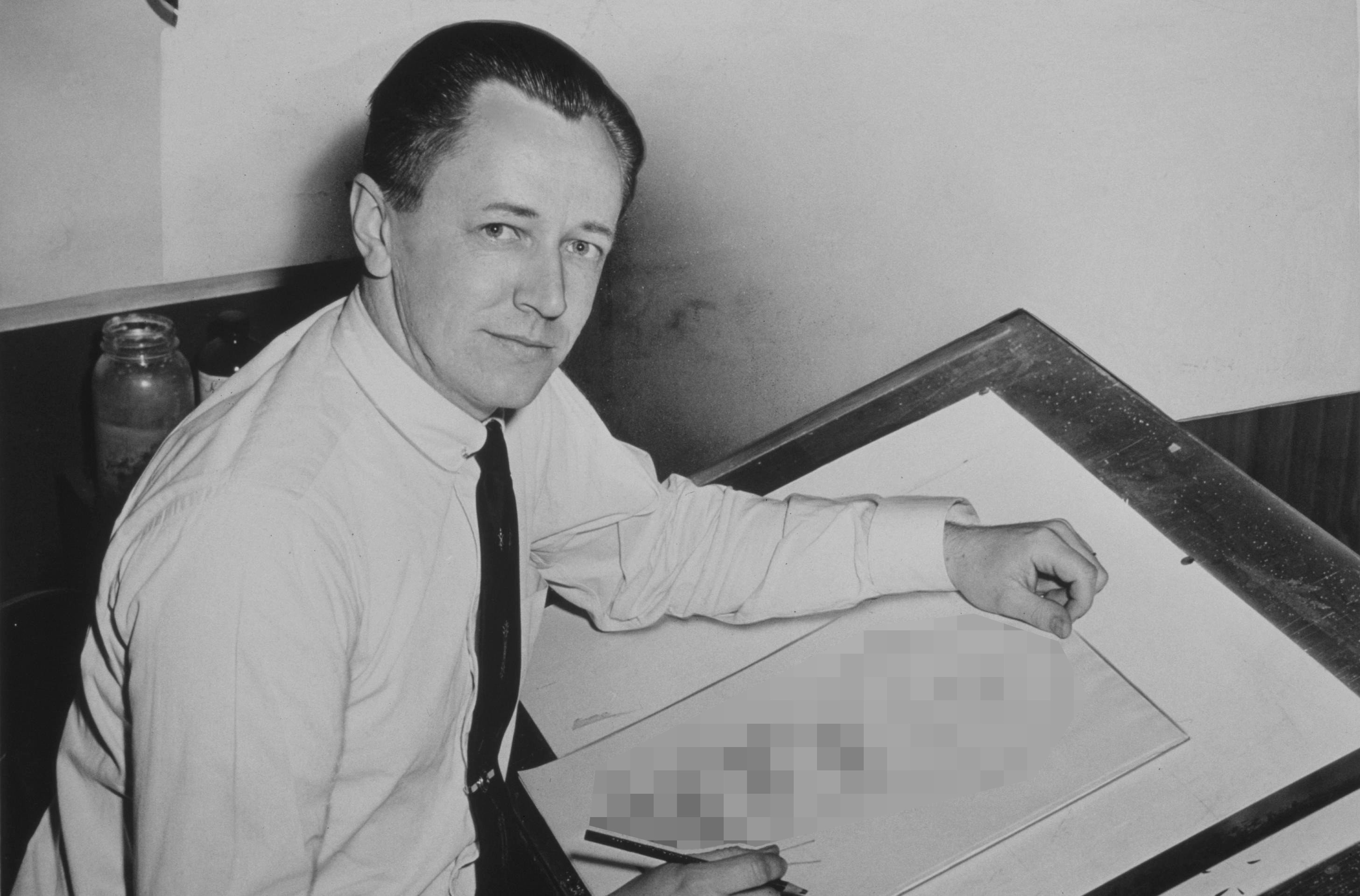
Charles M. Schulz (* 1922)

- 1923: Ingeborg Hoffmann, deutsche Politikerin, MdB
- 1924: Walter Absil, österreichischer Holocaust-Überlebender
- 1924: Edward T. Breathitt, US-amerikanischer Jurist und Politiker, Gouverneur von Kentucky
- 1924: Michael Holliday, britischer Sänger
- 1925ː Christel Blume-Benzler, deutsche Malerin und Lithografin
- 1925: Annemarie Düringer, Schweizer Schauspielerin
- 1925: Eugene Istomin, US-amerikanischer Pianist

#### 1926–1950
- 1926: Armand Penverne, französischer Fußballspieler
- 1926: Ralf Wolter, deutscher Schauspieler
- 1927: Wolfgang Ecke, deutscher Schriftsteller
- 1929: Slavko Avsenik, slowenischer Komponist und Akkordeonist
- 1930: Annegret Golding, deutsche Schauspielerin
- 1930: Uladsimir Karatkewitsch, belarussischer Schriftsteller, Dichter und Übersetzer
- 1930: Berthold Leibinger, deutscher Unternehmer
- 1931: Adolfo Pérez Esquivel, argentinischer Bürgerrechtler
- 1931: Adrianus Johannes Simonis, niederländischer Geistlicher, Bischof von Rotterdam, Erzbischof von Utrecht, Kardinal
- 1932: Helmut Assing, deutscher Historiker und Logiker
- 1933: Robert Goulet, US-amerikanischer Sänger und Schauspieler
- 1935: Roque de Pedro, argentinischer Komponist, Pianist, Musikwissenschaftler und -pädagoge
- 1936: Freimut Duve, deutscher Publizist und Politiker, MdB
- 1937: Zenji Okuzawa, japanischer Leichtathlet
- 1938: Samuel Bodman, US-amerikanischer Politiker, Energieminister
- 1938: Rodolfo Da Ponte, paraguayischer Fechter
- 1938: Luisa Valenzuela, argentinische Schriftstellerin und Journalistin
- 1938: Hans Georg Wagner, deutscher Politiker, MdL, MdB, Parlamentarischer Staatssekretär
- 1939: Greetje Kauffeld, niederländische Schlager- und Jazz-Sängerin
- 1939ː Petra Laseur, niederländische Schauspielerin
- 1939: Peter Papps, australischer Sportschütze

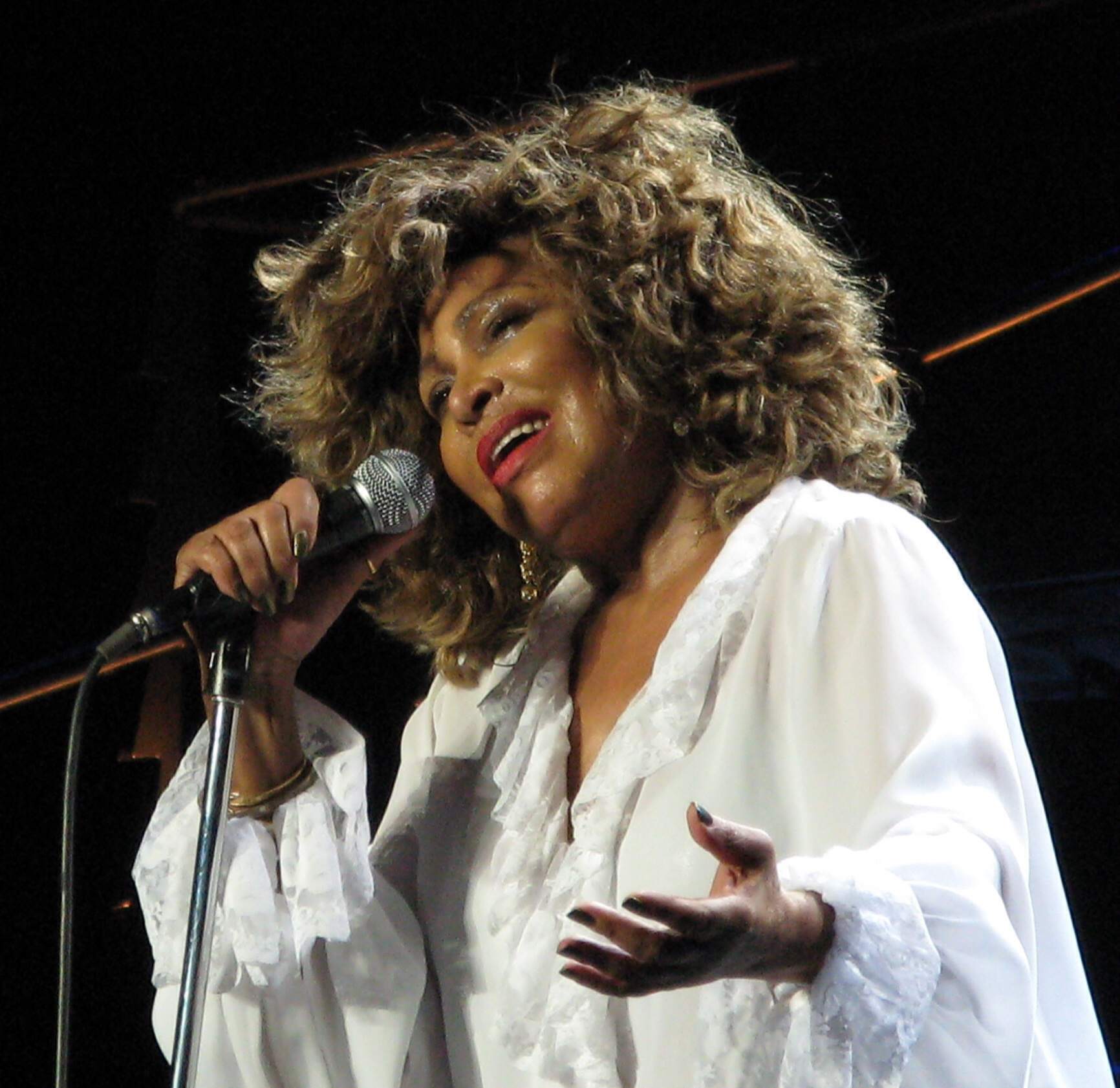
Tina Turner (* 1939)

- 1939: Tina Turner, US-amerikanisch-schweizerische Sängerin und Schauspielerin
- 1940: Quentin Skinner, britischer Politologe und Historiker
- 1942: Doris Waschk-Balz, deutsche Bildhauerin
- 1943: Pierre Antoniucci, französischer Maler
- 1943: Dieter Hooge, deutscher Gewerkschafter und Politiker
- 1944: Roberto Fontanarrosa, argentinischer Comiczeichner
- 1944: Karin Schubert, deutsche Schauspielerin
- 1944: Johanna Schut, niederländische Eisschnellläuferin
- 1945: Enrico Arbarello, italienischer Mathematiker
- 1945: Daniel Davis, US-amerikanischer Schauspieler
- 1945: John McVie, britischer Musiker (Fleetwood Mac, John Mayall)
- 1946: Pfuri Baldenweg, australischer Musiker
- 1946: Art Shell, US-amerikanischer American-Football-Spieler und -Trainer
- 1947: John Amagoalik, kanadischer Politiker
- 1947: Dieter E. Appelt, deutscher Politiker, MdL
- 1947: Roger Wehrli, US-amerikanischer American-Football-Spieler

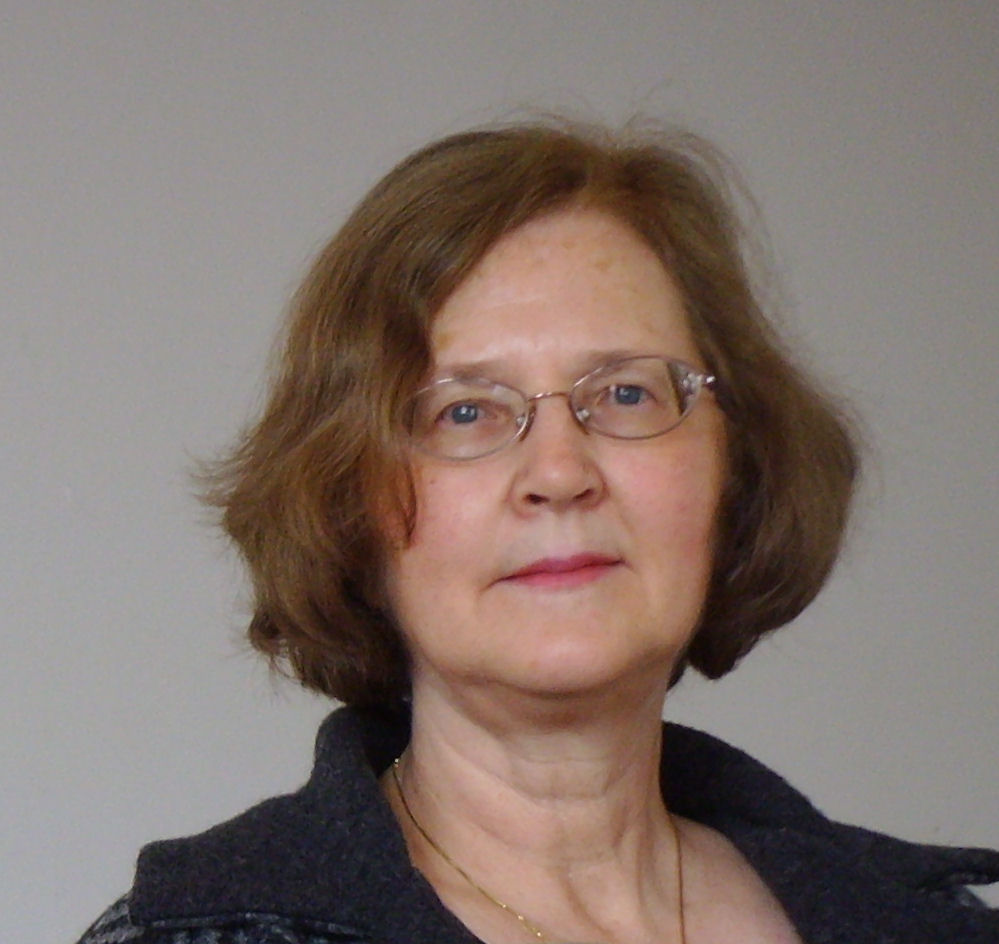
Elizabeth Blackburn (* 1948)

- 1948: Elizabeth Blackburn, australisch-US-amerikanische Molekularbiologin, Nobelpreisträgerin
- 1948: Edi Hauser, Schweizer Skilangläufer
- 1948: Egon Müller, deutscher Speedwayfahrer
- 1949: Marí Bin Amude Alkatiri, osttimoresischer Politiker, Minister, Premierminister
- 1949: Shlomo Artzi, israelischer Pop- und Rocksänger
- 1950: Stefan Bartmann, deutscher Regisseur
- 1950: Joël Brachet, französischer Automobilrennfahrer
- 1950: Dieter Burdenski, deutscher Fußballspieler
- 1950: Waltraud Dietsch, deutsche Leichtathletin

#### 1951–1975
- 1951: Angelika Barbe, deutsche Bürgerrechtlerin und Politikerin, Oppositionelle in der DDR, Abgeordnete der Volkskammer, MdB
- 1951: Ilona Staller, ungarisch-italienische Pornodarstellerin und Politikerin
- 1952: Eva Brunner, Schweizer Autorin und Übersetzerin
- 1952: Richard Carrión, puerto-ricanischer Finanzmanager und Sportfunktionär
- 1952: Jan Philipp Reemtsma, deutscher Sozialforscher
- 1952: Wendy Turnbull, australische Tennisspielerin
- 1953: Hilary Benn, britischer Politiker, Minister
- 1954: Marta Andreasen, spanisch-britische Buchhalterin und Politikerin, MdEP
- 1955ː Françoise-Hélène Jourda, französische Architektin und  Pionierin für nachhaltiges Bauen
- 1956: Ronald Schminke, deutscher Politiker, MdL
- 1956: Udo Tischer, deutscher Politiker und Gewerkschafter, MdB
- 1957: Rainer Kuppinger, deutscher Fußballspieler
- 1957: Matthias Reim, deutscher Schlagersänger
- 1957: Manuel Tejada, dominikanischer Komponist und Arrangeur
- 1957: Andrea Zogg, Schweizer Schauspieler und Regisseur
- 1958: Andreas Aebi, Schweizer Politiker, Nationalrat, Nationalratspräsident
- 1958: Ellen Fiedler, deutsche Leichtathletin
- 1958: Nader Mashayekhi, iranischer Komponist und Dirigent
- 1960: Harry Clarke, englischer Fußballspieler
- 1960: Martin Grath, deutscher Politiker, MdL
- 1960: Jack Markell, US-amerikanischer Politiker, Gouverneur von Delaware
- 1960: Delio Rossi, italienischer Fußballspieler und -trainer
- 1961: Peter Angkyier, ghanaischer Geistlicher, Bischof von Damongo
- 1961: Dirk Michaelis, deutscher Sänger und Komponist
- 1961: Philippe Roussel, Schweizer Schauspieler
- 1962: László Marosi, ungarischer und deutscher Handballspieler
- 1963: Richard Robert Arnold, US-amerikanischer Astronaut
- 1963: Richard Ratka, deutscher Handballspieler und -trainer
- 1963: Katharina Schubert, deutsche Schauspielerin
- 1964: Vreni Schneider, Schweizer Skirennfahrerin
- 1965: Bernard Allison, US-amerikanischer Blues-Gitarrist, Sänger und Songschreiber
- 1965: Ewald Arenz, deutscher Schriftsteller und Lehrer
- 1965: Christian Clerici, österreichischer Fernsehmoderator
- 1965: Patrice Goueslard, französischer Automobilrennfahrer
- 1965: Thomas Rudnick, deutscher Schauspieler
- 1966: Garcelle Beauvais, US-amerikanische Schauspielerin
- 1969: Shawn Kemp, US-amerikanischer Basketballspieler
- 1969: Gisela Stang, deutsche Kommunalpolitikerin
- 1969: Kara Walker, US-amerikanische Künstlerin
- 1970: John Amaechi, britisch-US-amerikanischer Basketballspieler
- 1970: Nils Collingro, deutscher Basketballspieler
- 1970: Leonard Gates, US-amerikanischer Dartspieler
- 1971: Marcel Chyrzyński, polnischer Komponist
- 1972: Sam Eisenstein, deutsch-griechischer Theater- und Fernsehschauspieler
- 1972: James Dashner, US-amerikanischer Schriftsteller
- 1973: Peter Facinelli, US-amerikanischer Schauspieler
- 1973: Michel Frey, Schweizer Automobilrennfahrer und Unternehmer
- 1973: Clelia Sarto, deutsche Schauspielerin
- 1975: Stefan Mross, deutscher Trompeter und Schlagerstar
- 1975: DJ Khaled, US-amerikanischer DJ, Backup-Rapper und Musikproduzent

#### 1976–2000
- 1976: Andreas Augustsson, schwedischer Fußballspieler
- 1976: Nauris Gleglu, lettischer Dartspieler
- 1976: Joe Nichols, US-amerikanischer Country-Musiker
- 1977: Ivan Basso, italienischer Radrennfahrer
- 1977: Sebastian Deyle, deutscher Schauspieler, Moderator und Musiker
- 1977: Hanna Marklund, schwedische Fußballspielerin
- 1978: Markus Wingenbach, deutscher Fußballschiedsrichter
- 1979: Massimiliano Blardone, italienischer Skirennläufer
- 1979: Torsten Laen, dänischer Handballspieler und -trainer
- 1979: Kathrin Scholl, deutsche Handballspielerin
- 1980: Aruna Dindane, ivorischer Fußballspieler
- 1980: Albert Montañés, spanischer Tennisspieler
- 1980: Robyn Selby Smith, australische Ruderin
- 1980: Jolanda Spiess-Hegglin, Schweizer Politikerin, Netzaktivistin gegen Digitale Gewalt
- 1980: Jan Větrovec, tschechischer Handballspieler und -trainer
- 1980: Robert Vujević, kroatisch-deutscher Fußballspieler
- 1981: Ibrahim Adamu, nigerianischer Badmintonspieler
- 1981: Stephan Andersen, dänischer Fußballspieler
- 1981: Natasha Bedingfield, britische Sängerin
- 1981: Natalie Gauci, italienisch-maltesische Sängerin
- 1982: Said Daftari, afghanischer Fußballspieler
- 1982: Michael Reisecker, österreichischer Dokumentarfilmer
- 1983: Baadur Dschobawa, georgischer Schachspieler, Großmeister
- 1983: Matt Garza, US-amerikanischer Baseballspieler
- 1983: Chris Hughes, US-amerikanischer Unternehmer, Mitbegründer von Facebook
- 1983: Milan Ivana, slowakischer Fußballspieler
- 1984: Antonio Puerta, spanischer Fußballspieler
- 1985: Baba Saad, deutscher Rapper
- 1986: Patricia Meeden, deutsche Schauspielerin, Sängerin und Musicaldarstellerin
- 1986: Bauke Mollema, niederländischer Radrennfahrer
- 1987: Matthew Ebden, australischer Tennisspieler
- 1987: Kyel Romaine Reid, englischer Fußballspieler
- 1987: Giorgos Tzavelas, griechischer Fußballspieler
- 1988: Tamsin Egerton, britische Schauspielerin und Model
- 1989: Oleksandr Koltschenko, ukrainischer Aktivist
- 1990: Osama Akharraz, dänisch-marokkanischer Fußballspieler
- 1990: Avery Bradley, US-amerikanischer Basketballspieler
- 1990: Chip, britischer Grime-Rapper
- 1990: San Holo, niederländischer DJ und Musikproduzent

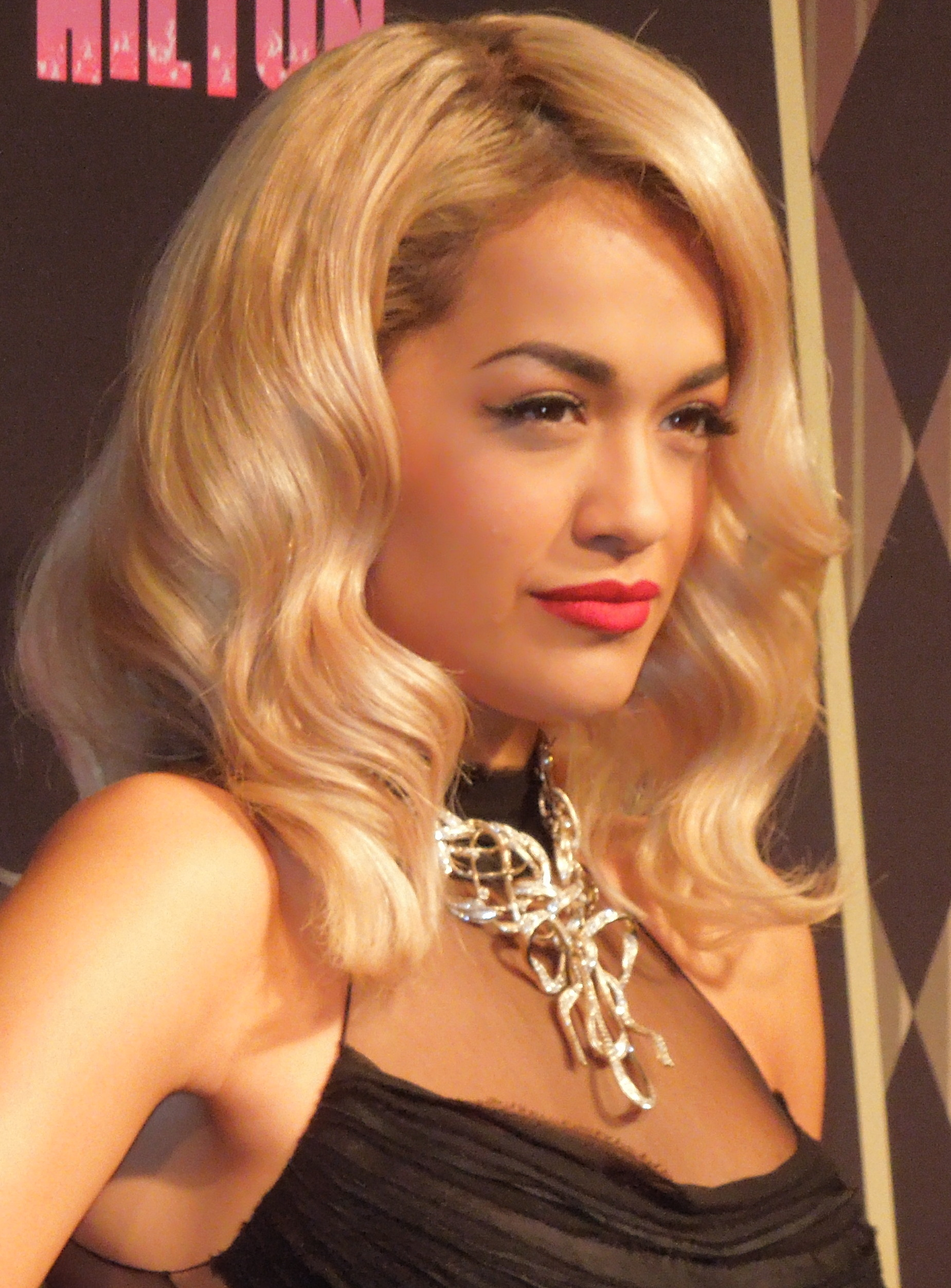
Rita Ora (* 1990)

- 1990: Rita Ora, britische Sängerin
- 1990: Austin Pasztor, kanadischer American-Football-Spieler
- 1990: Gabriel Paulista, brasilianischer Fußballspieler
- 1991: David Vormweg, deutscher Schauspieler und Hörspielsprecher
- 1996: Louane, französische Sängerin
- 1997: Béla Gabor Lenz, deutscher Schauspieler
- 1997: Robeilys Peinado, venezolanische Stabhochspringerin
- 1998: Gilonne Guigonnat, französische Biathletin
- 1999: Jonas Holdenrieder, deutscher Schauspieler
- 2000: Dorottya Gajdos, ungarische Handballspielerin
- 2000: Anna Kostylewa, russische Billardspielerin

### 21. Jahrhundert
- 2001: Pauline Brünger, deutsche Klimaaktivistin
- 2003: Riko Sakurai, japanische Skispringerin
- 2003: Siri Skar, norwegische Biathletin

## Gestorben

### Vor dem 19. Jahrhundert
- 0399: Siricius, Papst, Heiliger
- 0975: Konrad I. von Altdorf, Bischof von Konstanz, Heiliger
- 1126: Aq Sunqur al-Bursuqi, Atabeg von Mossul
- 1206: Helmbert, Bischof von Havelberg
- 1246: Gerhard von Malberg, Hochmeister des Deutschen Ordens
- 1261: Hōjō Shigetoki, japanischer Adliger
- 1267: Silvestro Guzzolini, italienischer Abt und Ordensgründer, Heiliger
- 1275: Aymon de Cruseilles, Bischof von Genf
- 1294: Albrecht von Ramstein, Abt des Klosters Reichenau
- 1316: Robert Wishart, schottischer Geistlicher, Bischof von Glasgow, Guardian of Scotland
- 1317: Rixa von Werle, Herzogin zu Braunschweig-Lüneburg und Fürstin von Braunschweig-Wolfenbüttel-Göttingen

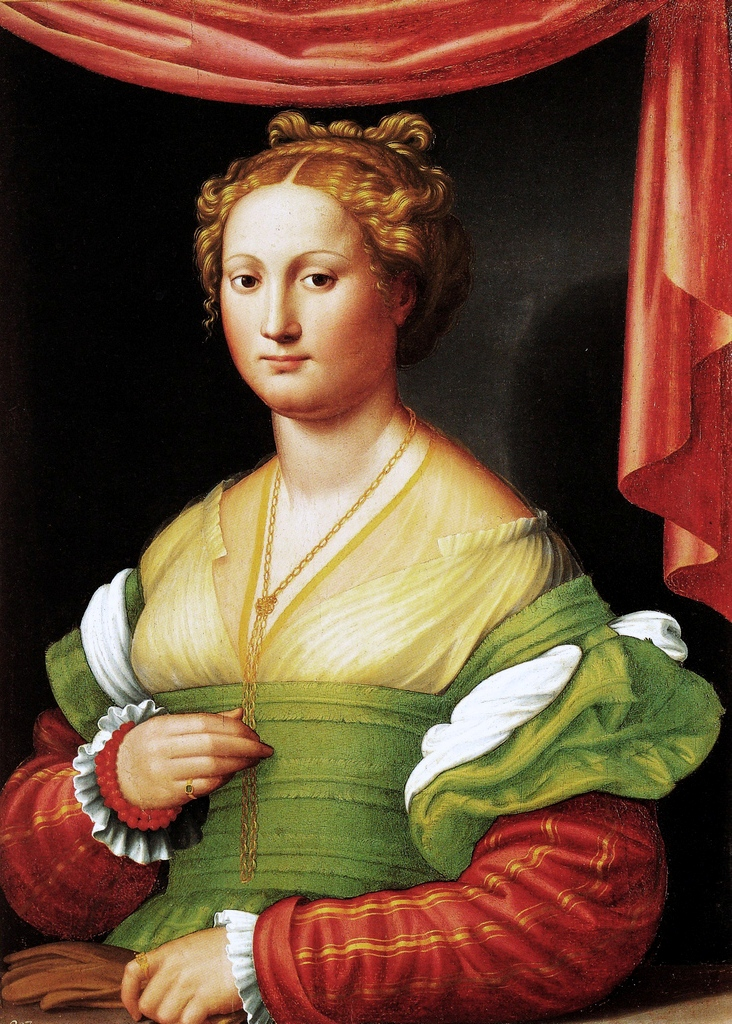
Vanozza de’ Cattanei († 1518)

- 1401: Friedrich XI., Graf von Hohenzollern
- 1492: Ludwig von Brügge, flämischer Adliger, Statthalter von Holland und Seeland, Earl of Winchester
- 1500: Martin Flach der Ältere, Straßburger Drucker
- 1504: Isabella I., Königin von Kastilien
- 1518: Vanozza de’ Cattanei, italienische Mätresse des Kardinals Rodrigo Borgia (später Papst Alexander VI.)
- 1521: Martin Karith, Kanzler der Herzogs von Pommern, Bischof von Cammin
- 1547: Giovanni Cariani, italienischer Maler
- 1549: Antonio Abbondi, venezianischer Bildhauer und Architekt
- 1559: Adolf, Graf von Nassau-Saarbrücken
- 1589: Heinrich Moller, deutscher Theologe
- 1589: David Voit, deutscher Theologe
- 1592: Patrick Adamson, schottischer Geistlicher, Erzbischof von St Andrews
- 1624: Benedikt Carpzov der Ältere, deutscher Professor der Rechtswissenschaften
- 1637: Andries de Witt, amtierender Ratspensionär von Holland
- 1640: Pellegro Piola, italienischer Maler
- 1644: Claudio Ridolfi, italienischer Maler
- 1651: Henry Ireton, englischer Offizier, Schwiegersohn von Oliver Cromwell, General der Parlamentsarmeen im Englischen Bürgerkrieg, Lord Deputy of Ireland
- 1675: Francisco de Moura, portugiesischer Diplomat und Politiker, Vizekönig von Sardinien und Katalonien, Statthalter der Spanischen Niederlande
- 1681: Giovanni Paolo Oliva, italienischer Geistlicher, Generaloberer der Gesellschaft Jesu
- 1688: Augustinus Balthasar, deutscher Theologe, Generalsuperintendent von Schwedisch-Pommern
- 1694: Stechinelli, italienischer Landdrost, Hofbankier der Welfen
- 1707: Leonhard Dientzenhofer, deutscher Baumeister und Architekt
- 1716: Nils Bielke, schwedischer General, Gouverneur von Schwedisch-Pommern
- 1727: Edward Russell, 1. Earl of Orford, britischer Seeoffizier und Politiker, Erster Lord der Admiralität
- 1744: Christopher Mansel, 3. Baron Mansel, walisischer Adeliger und Politiker
- 1770: Gerlach Adolph von Münchhausen, hannoverscher Staatsmann, Gründer der Universität Göttingen
- 1781: Christian Ludwig von Hardenberg, hannoverscher Feldmarschall
- 1785: Johann Stapf, süddeutscher Bildhauer und Bausachverständiger
- 1797: Andrew Adams, britisch-amerikanischer Jurist und Politiker, Mitglied des Kontinentalkongresses
- 1797: Iwan Iwanowitsch Schuwalow, russischer Graf, Favorit der Kaiserin Elisabeth von Russland, Förderer der Aufklärung, Begründer der Universität Moskau und der Petersburger Kunstakademie
- 1798: Johann Martin Anwander, österreichischer Orgelbauer
- 1798: Friedrich Albrecht Carl Gren, deutscher Chemiker

### 19. Jahrhundert
- 1807: Oliver Ellsworth, US-amerikanischer Jurist und Politiker, Senator, Oberster Bundesrichter

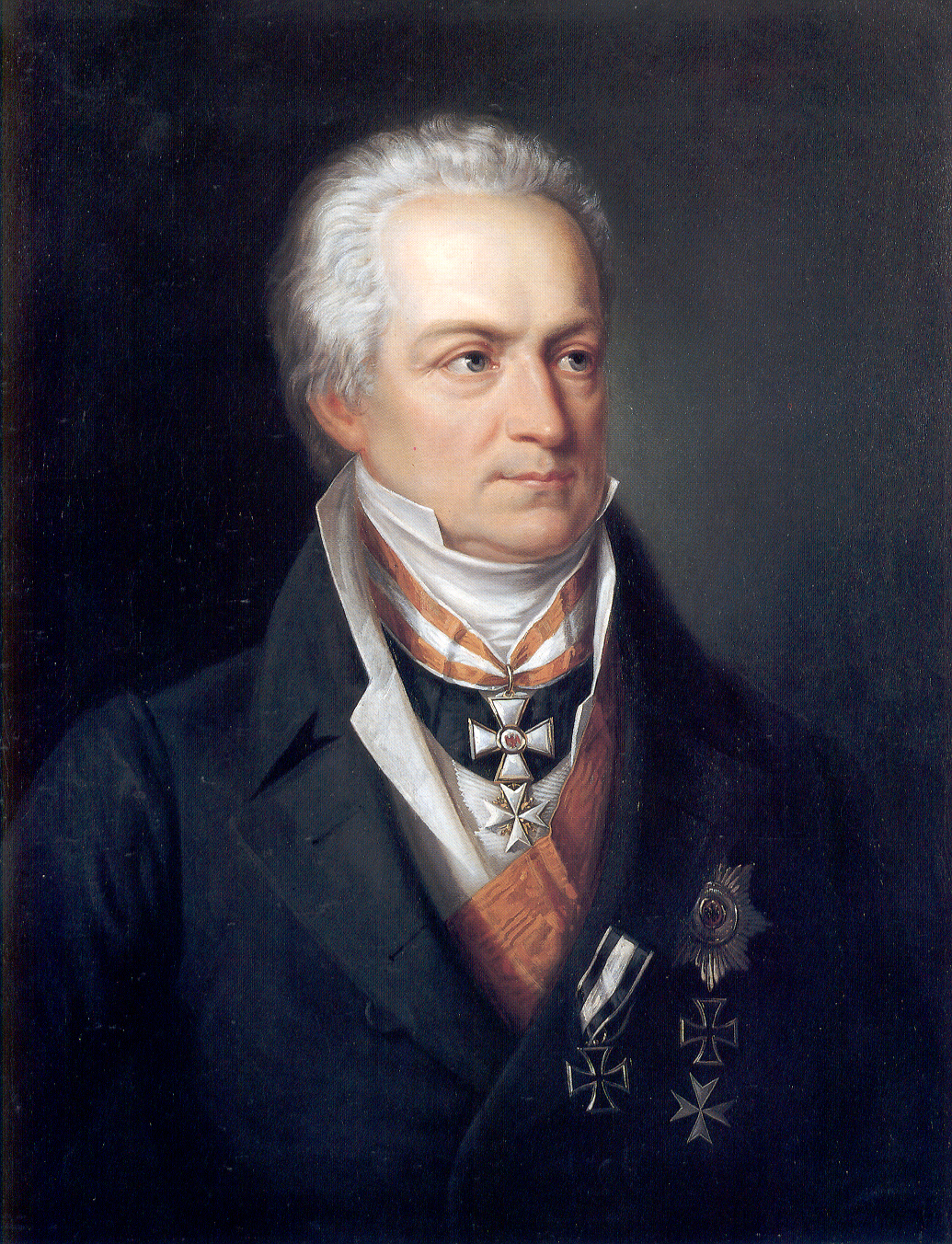
Karl August von Hardenberg († 1822)

- 1809: Nicolas Dalayrac, französischer Komponist
- 1810: Nicolas-Étienne Framéry, französischer Schriftsteller und Komponist
- 1817: Pierre-Antoine Antonelle, französischer Politiker, Journalist und Revolutionär, Mitglied der Nationalversammlung, Präsident der Jakobiner
- 1818: Joseph von Colloredo, österreichischer Militär und Politiker, Großprior des Malteserordens, Minister
- 1822: Karl August Fürst von Hardenberg, preußischer Staatsmann und Reformer
- 1829: Bushrod Washington, US-amerikanischer Jurist, Richter am Obersten Gerichtshof
- 1842: Mark Langdon Hill, US-amerikanischer Politiker
- 1842: Robert Smith, US-amerikanischer Politiker, Marine- und Außenminister

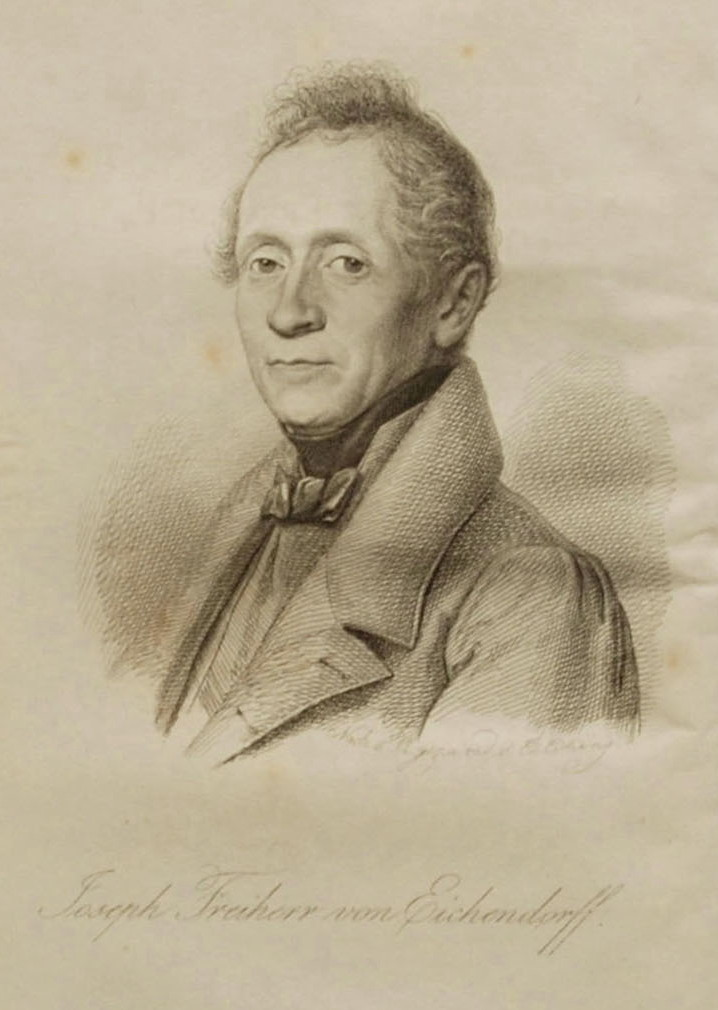
Joseph von Eichendorff († 1857)

- 1843: Ludwig Adam Dieffenbach, deutscher Theologe
- 1844: Gustaf Johan Billberg, schwedischer Zoologe, Botaniker und Anatom
- 1849: Julius Eduard Hitzig, deutscher Jurist, Verleger und Schriftsteller
- 1855: Adam Mickiewicz, polnischer Nationaldichter
- 1857: Joseph Freiherr von Eichendorff, deutscher Schriftsteller und Dichter
- 1860: Leopold von Rauch, preußischer Generalmajor
- 1866: Adrien-François Servais, belgischer Cellist und Komponist
- 1867: August Müller, deutscher Kontrabassist
- 1869: Albert, Fürst von Schwarzburg-Rudolstadt
- 1872: Charles Spackman Barker, britischer Orgelbauer
- 1873: Carl Friedrich Naumann, deutscher Geologe
- 1876: Heinrich Ernst Bindseil, deutscher Bibliothekar und Historiker
- 1878: Theodor Muther, deutscher Rechtswissenschaftler und Historiker
- 1879: Charles Spackman Barker, englischer Orgelbauer
- 1880: Guilherme Cossoul, portugiesischer Komponist
- 1883: Sojourner Truth, US-amerikanische Abolitionistin und Frauenrechtlerin
- 1885: Thomas Andrews, irischer Physikochemiker
- 1885: Francisco Serrano Domínguez, spanischer General und Politiker, Regent von Spanien, Staatspräsident
- 1889ː Jette Solmar, deutsche Sängerin und Salonnière

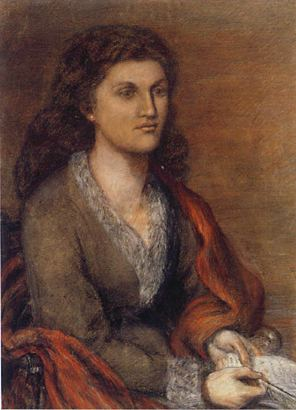
Mathilde Blind († 1896)

- 1892: Charles Martial Lavigerie, französischer Geistlicher, Bischof von Nancy, Erzbischof von Algier und Karthago, Gründer des Ordens der Weißen Väter und der Weißen Schwestern, Kardinal
- 1895: Lucy Escott, US-amerikanische Sängerin
- 1896: Antonio Cecchi, italienischer Entdecker, Seeoffizier und Afrika-Forscher
- 1896ː Mathilde Blind, englischsprachige Schriftstellerin
- 1896ː Clementine Helm, deutsche Lehrerin und Jugendbuchautorin

### 20. Jahrhundert

#### 1901–1950
- 1903: Madatya Karakaschian, armenischer Sprachwissenschaftler, Lehrer, Publizist und Mechitarist
- 1904: Peter Heinrich Brincker, deutscher Missionar in Deutsch-Südwestafrika
- 1906: Carl Abel, deutscher Linguist
- 1912: Theodor Bumiller, deutscher Afrikaforscher
- 1914: Eduard Kremser, österreichischer Komponist, Arrangeur und Dirigent
- 1915ː Helene Schurig, deutsche Malerin, Mitglied der Gruppe Dresdner Künstlerinnen
- 1915: Georg Loeschcke, deutscher Altphilologe und Archäologe
- 1917: Leander Starr Jameson, britischer Arzt und Politiker
- 1925: Johannes Haarklou, norwegischer Komponist
- 1926: John Moses Browning, US-amerikanischer Waffenbauer
- 1926: Eliška Krásnohorská, tschechische Schriftstellerin
- 1927: Giovanni Bonzano, italienischer Geistlicher, Titularerzbischof von Melitene, Kardinal
- 1928: Reinhard Scheer, deutscher Admiral
- 1929: Chandra Shamsher Jang Bahadur Rana, Premierminister von Nepal
- 1930: Otto Sverdrup, norwegischer Polarforscher
- 1932: Vincenzo Appiani, italienischer Komponist, Pianist und Musikpädagoge
- 1935: Paul Askonas, österreichischer Schauspieler
- 1935: Paul Gisevius, deutscher Agrarwissenschaftler
- 1937: Peldschidiin Genden, mongolischer Politiker, Staatspräsident, Premierminister
- 1937: Heinz Neumann, deutscher Politiker, MdR
- 1937: Ottilie Roederstein, deutsch-schweizerische Malerin
- 1942: Francesco Agello, italienischer Testpilot
- 1942: Boleslaw Jaworskyj, ukrainischer Musikwissenschaftler, Komponist und Hochschullehrer
- 1943: Charles G. D. Roberts, kanadischer Lyriker und Schriftsteller
- 1945: Wilhelm Holle, deutscher Verwaltungsjurist und Kommunalpolitiker, Oberbürgermeister von Essen, Reichskommissar
- 1946ː Johanna Zschille-von Beschwitz, deutsche Malerin,  Mitglied der Gruppe Dresdner Künstlerinnen
- 1947: Ernie Adams, US-amerikanischer Schauspieler
- 1949: Enrico Brusoni, italienischer Radrennfahrer
- 1950: Hedwig Courths-Mahler, deutsche Schriftstellerin

#### 1951–1975

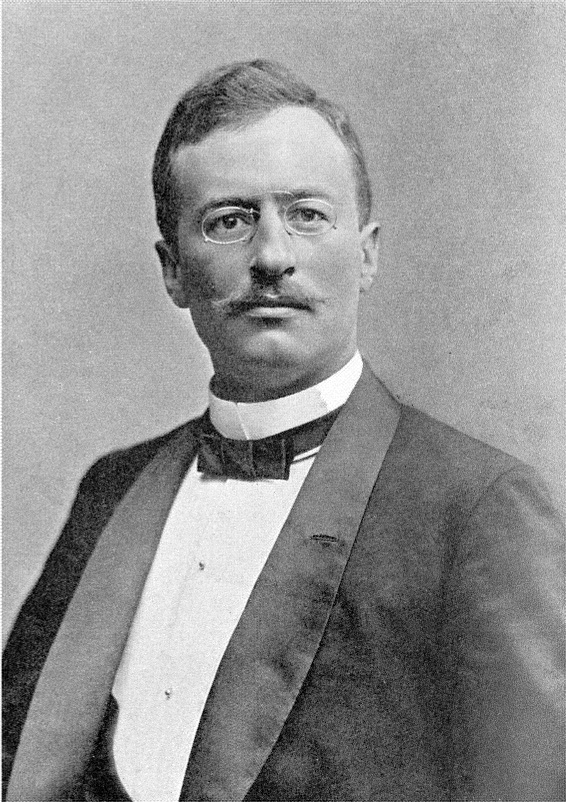
Sven Hedin († 1952)

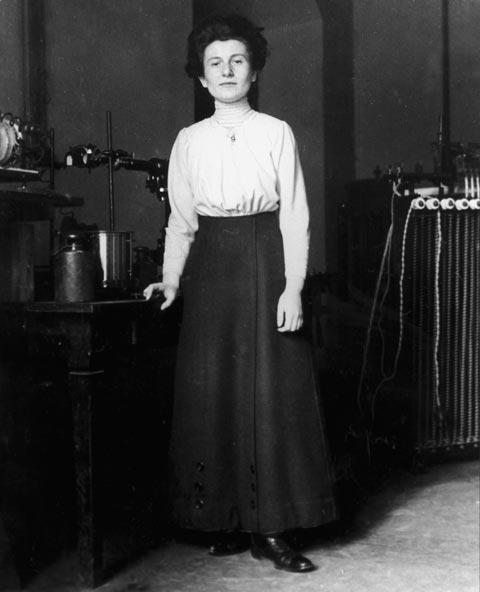
Hedwig Kohn († 1964)

- 1952: Sven Hedin, schwedischer Geograf und Forschungsreisender
- 1956: Tommy Dorsey, US-amerikanischer Musiker
- 1957: Jack Gardner, US-amerikanischer Jazzpianist
- 1959: Albert Ketèlbey, englischer Komponist
- 1959: Willem Willeke, niederländisch-amerikanischer Cellist, Pianist und Musikpädagoge
- 1961: Styles Bridges, US-amerikanischer Politiker, Gouverneur von New Hampshire, Senator
- 1961: Alexander Borissowitsch Goldenweiser, russischer Pianist und Komponist
- 1962: Alexander Pawlowitsch Antonow, sowjetischer Schauspieler
- 1963: Amelita Galli-Curci, italienische Koloratursopranistin
- 1964: Bodil Ipsen, dänische Schauspielerin und Regisseurin
- 1964: Hedwig Kohn, deutsche Physikerin
- 1964: Louis Prével, französischer Ruderer
- 1965: Emil Kemmer, deutscher Politiker, MdB
- 1965: Wilhelm Matthießen, deutscher Kinder- und Jugendbuchautor
- 1966: Siegfried Kracauer, deutscher Journalist, Soziologe, Filmtheoretiker und Geschichtsphilosoph
- 1967: Johannes Hanssen, norwegischer Komponist, Dirigent und Militärmusiker
- 1968: Arnold Zweig, deutscher Schriftsteller
- 1971: Joe Adonis, italienischer Mafioso
- 1971: Alphonse de Burnay, portugiesischer Automobilrennfahrer
- 1971: Jacques de Senarclens, Schweizer Geistlicher und Hochschullehrer
- 1973: John Rostill, britischer Musiker (The Shadows)
- 1975: Anton Storch, deutscher Politiker, MdB, Bundesminister, MdEP

#### 1976–2000
- 1977: Ruth Moufang, deutsche Mathematikerin, erste ordentliche Mathematikprofessorin Deutschlands

- 1978: Ford Beebe, US-amerikanischer, Regisseur, Drehbuchautor und Produzent
- 1978: Willi Steinhörster, deutscher Politiker, MdL, MdB
- 1979: John Cromwell, US-amerikanischer Filmregisseur
- 1979: Conny Méndez, venezolanische Schauspielerin, Malerin, Karikaturistin, Schriftstellerin und Komponistin, Begründerin des Movimiento de Metafísica Cristiana
- 1980: Peter DePaolo, US-amerikanischer Automobilrennfahrer
- 1980: Conrad A. Nervig, US-amerikanischer Filmeditor
- 1981: Max Euwe, niederländischer Schachspieler
- 1982: Juhan Aavik, estnischer Komponist
- 1982: Antonino Janner, Schweizer Diplomat
- 1984: Albert Vietor, deutscher Wirtschaftsmanager
- 1985: Sergei Appolinarijewitsch Gerassimow, sowjetischer Filmregisseur, Drehbuchautor und Schauspieler
- 1985: José Antonio Zorrilla, mexikanischer Komponist, Schriftsteller, Drehbuchautor und Regisseur
- 1987: Ove Joensen, färöische Ruderlegende
- 1988: Antonio Estévez, venezolanischer Komponist
- 1990: Ludwig von Moos, Schweizer Jurist und Politiker, Bundesrat, Bundespräsident
- 1991: Heinz Marten, deutscher Sänger (Tenor)
- 1993: César Guerra-Peixe, brasilianischer Komponist
- 1994: Michael Schneider, deutscher Organist, Chorleiter, Musikpädagoge und Musikwissenschaftler
- 1994: Joey Stefano, US-amerikanischer Porno-Darsteller
- 1994: Wolfgang Diezel, deutscher Mediziner und Hochschullehrer
- 1995: Wim Thoelke, deutscher Fernsehmoderator
- 1996: Hans Klein, deutscher Politiker, MdB, Bundesminister
- 1997: Okuno Takeo, japanischer Literaturkritiker
- 1997: Werner Höfer, deutscher Journalist
- 1999: Angelika Hurwicz, deutsche Schauspielerin

### 21. Jahrhundert

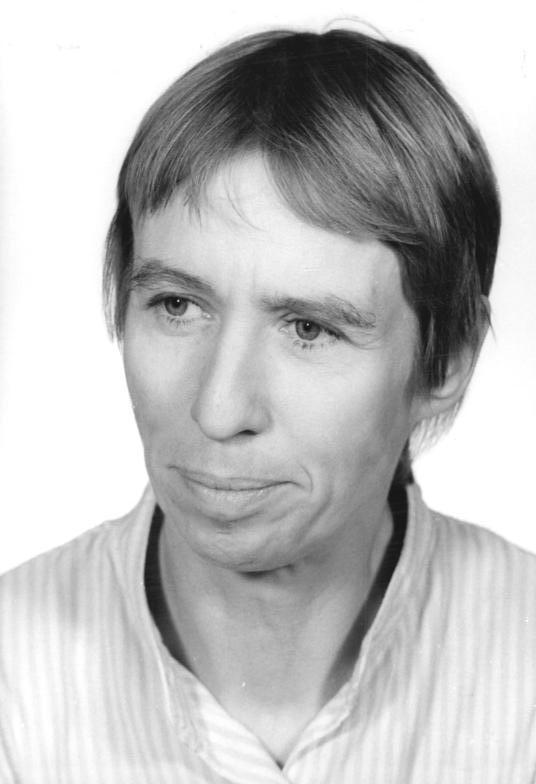
Regine Hildebrandt († 2001)

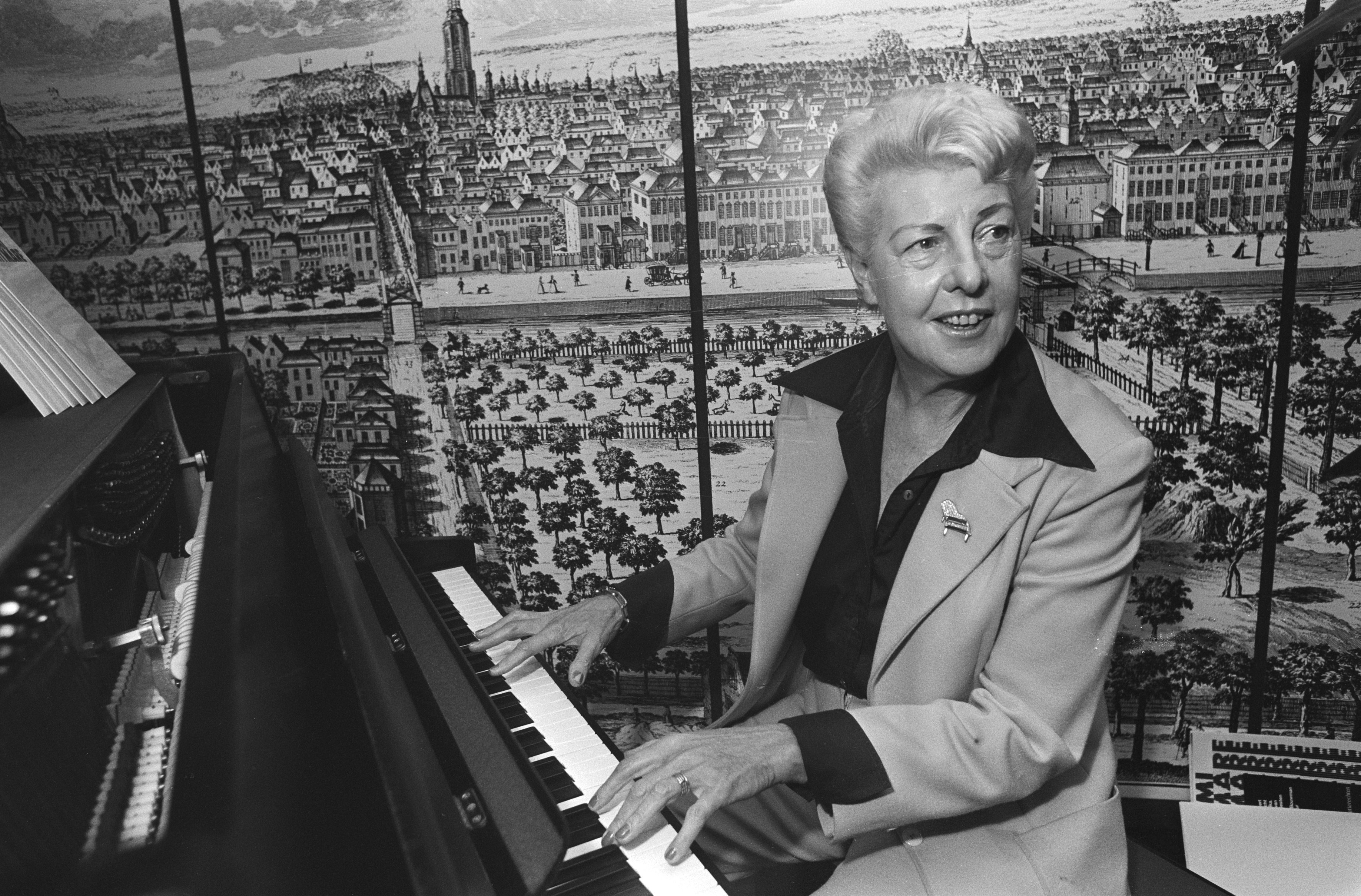
Pia Beck († 2009)

- 2001: Regine Hildebrandt, deutsche Politikerin, Abgeordnete der Volkskammer, Ministerin in der DDR, Landesministerin
- 2001: Lajos Kada, ungarischer Geistlicher, Titularerzbischof von Thibica, vatikanischer Diplomat
- 2001: Kerstin Thieme, deutsche Komponistin, Musikpädagogin und Musikpublizistin
- 2001: Grete von Zieritz, österreichisch-deutsche Komponistin und Pianistin
- 2002: Wilhelm Bittorf, deutscher Journalist und Dokumentarfilmer
- 2003: Albert Fischer, deutscher Maler und Restaurator
- 2003: Soulja Slim, US-amerikanischer Rapper
- 2004: Abdul Qader Arnaoot, syrischer Gelehrter
- 2004: Philippe de Broca, französischer Regisseur
- 2004: Johann Lang, deutscher Briefbombenattentäter
- 2004: Hans Schaffner, Schweizer Politiker, Bundesrat, Bundespräsident
- 2005: Dieter Krieg, deutscher Maler
- 2006: Robert Ferguson, US-amerikanischer Blues-Sänger und -Pianist
- 2006: Isaac Gálvez, spanischer Radrennfahrer
- 2006: Renee Harmon, deutsche Schauspielerin
- 2006: Raúl Velasco, mexikanischer Fernsehmoderator und -produzent
- 2008: Ingo Wegener, deutscher Informatiker
- 2009: Pia Beck, niederländische Jazz-Pianistin und Sängerin
- 2010: Reno Achenbach, deutscher Fußballspieler
- 2010: Maria Hellwig, deutsche Sängerin, Moderatorin und Entertainerin
- 2010: Mathou, deutscher Sänger
- 2012: Theo Brandmüller, deutscher Komponist und Organist
- 2012: Joseph Edward Murray, US-amerikanischer Chirurg, Nobelpreisträger, Pionier der Nierentransplantation
- 2013: Adolf Schmidt, deutscher Gewerkschafter und Politiker, MdB
- 2014: Tuğçe Albayrak, deutsche Lehramtsstudentin türkischer Abstammung
- 2014: Helmut Arntzen, deutscher Literaturwissenschaftler, Essayist, Aphoristiker und Fabelautor
- 2014: Annemarie Düringer, Schweizer Schauspielerin
- 2015: Norbert Gastell, deutscher Schauspieler und Synchronsprecher
- 2016: Peter Hintze, deutscher Politiker, Parlamentarischer Staatssekretär
- 2017: Georg Iggers, US-amerikanischer Historiker
- 2018: Jean Barker, Baroness Trumpington, britische Politikerin
- 2018: Bernardo Bertolucci, italienischer Regisseur
- 2018: Stephen Hillenburg, US-amerikanischer Comiczeichner
- 2018: Leo Schwarz, deutscher Geistlicher, Weihbischof in Trier
- 2019: Köbi Kuhn, Schweizer Fußballspieler und -trainer
- 2020: Sadiq al-Mahdi, sudanesischer Politiker, Ministerpräsident
- 2021: Joachim Ruppert, deutscher Kommunalpolitiker
- 2021: Stephen Sondheim, US-amerikanischer Musicalkomponist und -texter
- 2021: Jože Urankar, jugoslawischer Gewichtheber
- 2022ː Louise Tobin, US-amerikanische Sängerin
- 2024: Jim Abrahams, US-amerikanischer Drehbuchautor und Filmregisseur
- 2024: Karin Baal, deutsche Schauspielerin
- 2024ː Birgitta Dahl, schwedische Politikerin, mehrfache Ministerin, Reichstagspräsidentin
- 2024ː Gemma Hussey, irische Politikerin, mehrfache Ministerin
- 2024ː Marija Filippowna Limanskaja, russische Militärpolizistin

## Feier- und Gedenktage
- Kirchliche Gedenktage
  - Hl. Konrad von Konstanz, Bischof (evangelisch, katholisch, orthodox)
  - Hl. Gebhard von Konstanz, fränkischer Adeliger, Bischof und Schutzpatron (katholisch)
  - Hl. Stylian, Mönch (katholisch, orthodox)

Weitere Einträge enthält die Liste von Gedenk- und Aktionstagen.